# Emigración italiana
La emigración italiana es el movimiento a gran escala de italianos desde Italia hacia el extranjero. Hubo dos grandes oleadas migratorias en la historia de Italia. La primera comenzó alrededor de 1880, dos décadas después de la Unificación de Italia, y terminó en la década de 1920 hasta principios de la década de 1940 con el surgimiento de la Italia fascista. La pobreza era el principal motivo de la emigración, específicamente la falta de territorios, ya que la propiedad se subdividía a lo largo de las generaciones. Especialmente en el Mezzogiorno o Mediodía italiano, las condiciones eran precarias. Hasta la década de 1860, la mayor parte de Italia era una sociedad rural con muchos pueblos y ciudades pequeñas y casi ninguna industria moderna, en la que las prácticas de gestión de la tierra (especialmente en el sur y el noreste) no convencían fácilmente a los agricultores para permanecer en la tierra y trabajarla.
Otro factor estaba relacionado con la superpoblación del mediodía italiano como consecuencia de las mejoras en las condiciones socioeconómicas tras la Unificación. Eso creó un boom demográfico y obligó a las nuevas generaciones a emigrar en masa a finales del siglo XIX y principios del  XX, sobre todo a las Américas. La nueva migración de capitales creó millones de puestos de trabajo no cualificados en todo el mundo y fue responsable de la simultánea migración masiva de italianos en busca de «trabajo y pan». El segundo proceso migratorio comenzó tras el final de la Segunda Guerra Mundial y concluyó aproximadamente en la década de 1970. Entre 1880 y 1980, unos 15 000 000 de italianos abandonaron el país de forma permanente. Para 1980, se estimaba que unos 25 000 000 de italianos residían fuera de Italia. Entre 1861 y 1985, 29 036 000 italianos emigraron a otros países; de ellos, 16 000 000 (el 55 %) llegaron antes del estallido de la Primera Guerra Mundial. Unos 10 275 000 regresaron a Italia (35 %), y 18 761 000 se establecieron permanentemente en el extranjero (65 %).
Se cree que una tercera ola se produce por los problemas socioeconómicos causados por la crisis financiera de principios del siglo XXI, especialmente para los jóvenes. Según el Registro Público de Italianos Residentes en el Extranjero (AIRE), el número de italianos en el extranjero pasó de 3 106 251 en 2006 a 4 636 647 en 2015, por lo que creció un 49 % en solo 10 años. Hay más de 5 millones de ciudadanos italianos que viven fuera de Italia, y c. 80 millones de personas en todo el mundo reclaman una ascendencia italiana total o parcial.
También se produjeron migraciones internas dentro de la fronteras geográficas italianas, la mayor de las cuales fue la migración de 4 millones de italianos del sur hacia el norte de Italia, entre los años 50 y 70 del siglo pasado. Los motivos fueron los mismos que empujaron a millones de italianos a emigrar al extranjero.

## Antecedentes: antiguas migraciones italianas

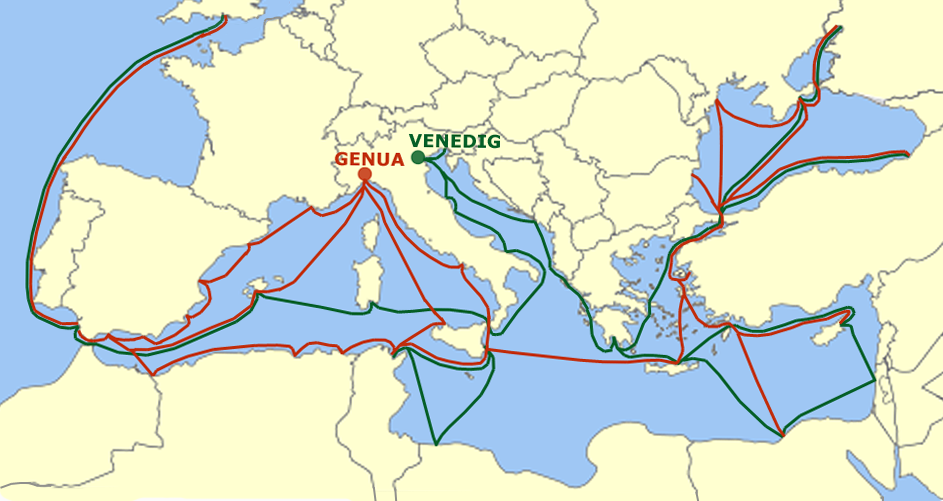
Rutas comerciales y colonias de los Genoveses (rojo) y venecianos (verde) imperios durante la Edad Media.

Los «italianos levantinos» son personas que viven principalmente en Turquía, que descienden de los colonos genoveses y venecianos en el  Levante durante la Edad Media Los levantinos italianos tienen raíces incluso en la costa oriental del Mediterráneo (el Levante, sobre todo en los actuales Líbano e Israel) desde el periodo de las Cruzadas y el imperio bizantino. Un pequeño grupo procedía de Crimea y de las colonias genovesas en el mar Negro, tras la Caída de Constantinopla en 1453. La mayoría de los levantinos italianos de la Turquía moderna son descendientes de comerciantes y colonos de las repúblicas marítimas del Mediterráneo (como la República de Venecia, la República de Génova y la República de Pisa o de los habitantes de los estados cruzados). Hay dos grandes comunidades de levantinos italianos: una en Estambul y otra en Izmir. A finales del siglo XIX había cerca de 6000 levantinos de raíces italianas en Esmirna. Procedían principalmente de la isla genovesa de Chios. La comunidad llegó a tener más de 15 000 miembros en tiempos de Ataturk, pero ahora se reduce a unos pocos cientos, según el escritor italiano levantino Giovanni Scognamillo.
Los italianos en el Líbano son una comunidad de italianos que viven en el Líbano. Entre los siglos XII y XV, la República de Génova italiana tenía algunas colonias genovesas en Beirut, Trípoli y Biblos. En épocas más recientes, los italianos llegaron al Líbano en pequeños grupos durante la Primera Guerra Mundial y la Segunda Guerra Mundial, tratando de escapar de las guerras de aquella época en Europa. Algunos de los primeros italianos que eligieron el Líbano como lugar de asentamiento y refugio fueron los soldados italianos de la Guerra Italo-Turca de 1911 a 1912. La mayoría de los italianos eligieron establecerse en Beirut por su estilo de vida Europea. Pocos italianos abandonaron el Líbano hacia Francia tras la independencia. La comunidad italiana en Líbano es muy pequeña (unas 4300 personas) y está asimilada en su mayoría a la comunidad católica libanesa. Existe un creciente interés por las relaciones económicas entre Italia y Líbano (como con el "Vinifest 2011").

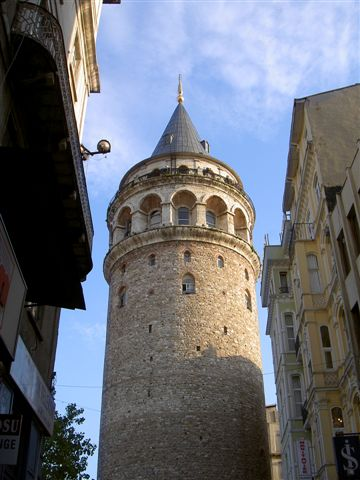
La Torre de Gálata en Estambul, Turquía, construida en 1348 por la República de Génova y que sigue siendo un símbolo del Levante italiano

Los italianos de Odesa se mencionan por primera vez en documentos del siglo XIII, cuando en el territorio de la futura Odesa, ciudad del sur de Ucrania en el mar Negro, se situó el fondeadero de los barcos comerciales de la Génova, que se llamaba "Ginestra", tal vez por el nombre de la planta sorba, muy común en las estepas del mar Negro. La afluencia de italianos en el sur de Ucrania creció especialmente con la fundación de Odesa, que tuvo lugar en 1794. Todo ello se vio facilitado por el hecho de que al frente de la recién fundada capital de la cuenca del mar Negro se encontraba un napolitano de origen español, Giuseppe De Ribas, en el cargo hasta 1797. 
En 1797 había unos 800 italianos en Odesa, lo que equivalía al 10 % de la población total: eran en su mayoría comerciantes y de marineros napolitanos, genoveses y livorneses, a los que luego se sumaron artistas, técnicos, artesanos, farmacéuticos y profesores. La revolución de 1917 envió a muchos de ellos a Italia, o a otras ciudades de Europa. En la época soviética, sólo quedaban en Odesa unas pocas docenas de italianos, la mayoría de los cuales ya no conocían su propio idioma. Con el tiempo se fusionaron con la población local, perdiendo las connotaciones étnicas de origen.
Los italianos de Crimea son una pequeña minoría étnica que reside en Crimea. Los italianos han poblado algunas zonas de Crimea desde la época de la República de Génova y la República de Venecia. En 1783, 25.000 italianos emigraron a Crimea, que había sido recientemente anexionada por el Imperio ruso. En 1830 y en 1870, llegaron a Kerch dos migraciones distintas procedentes de las ciudades de Trani, Bisceglie y Molfetta. Estos emigrantes eran campesinos y marineros, atraídos por las oportunidades de trabajo en los puertos marítimos locales de Crimea y por la posibilidad de cultivar las casi inexplotadas y fértiles tierras de Crimea. Después de la Revolución de Octubre, muchos italianos fueron considerados extranjeros y fueron vistos como un enemigo. Por lo tanto, se enfrentaron a mucha represión. Entre 1936 y 1938, durante la  Gran Purga de Stalin, muchos italianos fueron acusados de espionaje y fueron detenidos, torturados, deportados o ejecutados. Los pocos supervivientes pudieron regresar a Kerch bajo la regencia de Nikita Khrushchev. Algunas familias se dispersaron en otros territorios de la Unión Soviética, principalmente en Kazajistán y Uzbekistán. Los descendientes de los italianos de Crimea suman hoy 3000 personas, que residen principalmente en Kerch.

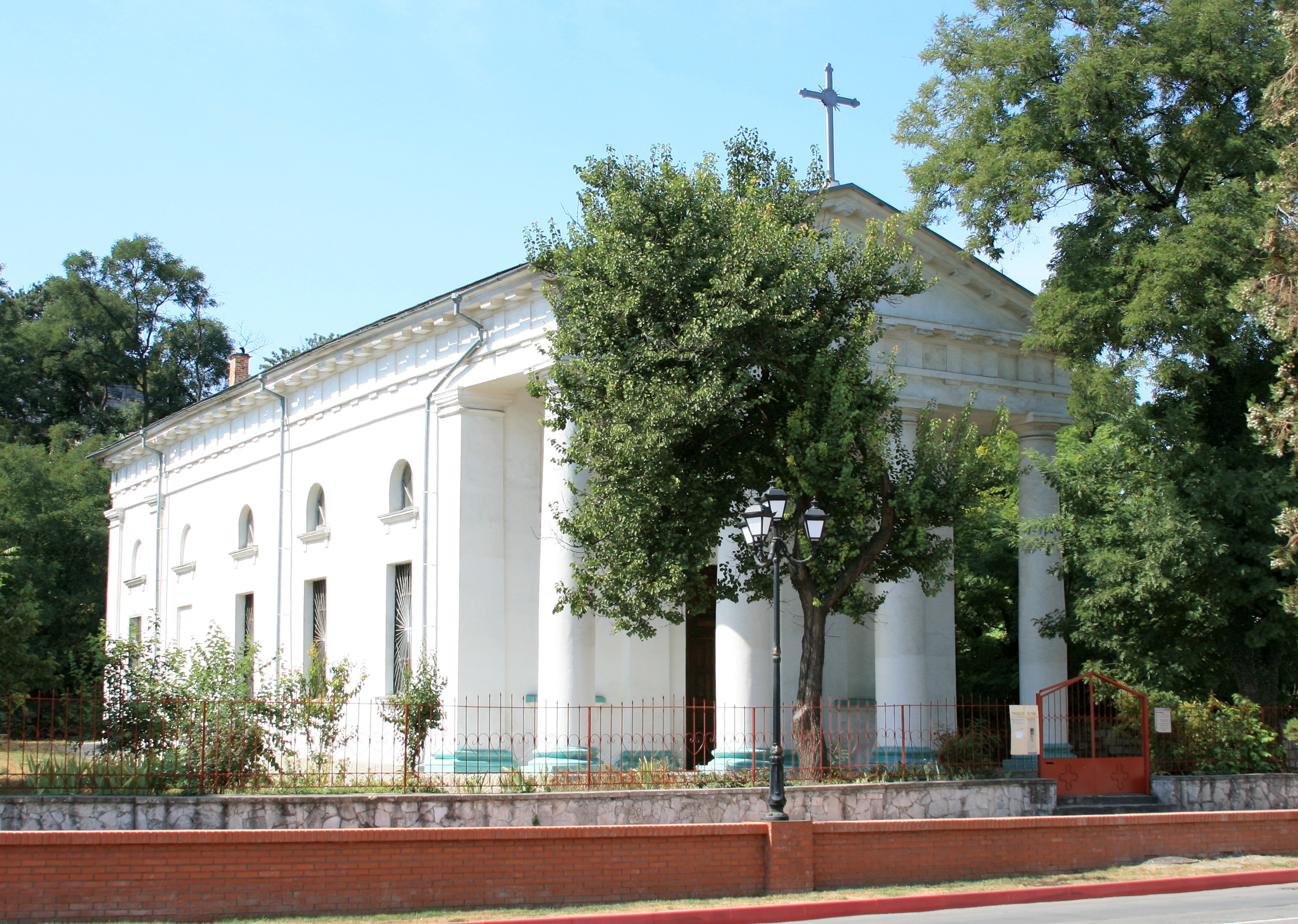
Iglesia católica de Santa María Assunta en Kerch, referencia para los italianos de Crimea

La comunidad genovesa ha existido en Gibraltar desde el siglo XVI y posteriormente se convirtió en una parte importante de la población. Hay muchas pruebas de una comunidad de emigrantes de Génova, que se trasladaron a Gibraltar en el siglo XVI y que eran más de un tercio de la población gibraltareña en la primera mitad del siglo XVIII. Aunque se les califica de "genoveses", no sólo procedían de la ciudad de Génova, sino de toda Liguria, una región del norte de Italia que era el centro de la República marítima de Génova. Según el censo de 1725, sobre una población civil total de 1113 personas había 414 genoveses, 400 españoles, 137 judíos, 113 británicos y otros 49 (principalmente portugueses y holandeses).
En el censo de 1753, los genoveses eran el grupo más numeroso (casi el 34 %) de los residentes civiles en el Gibraltar, y hasta 1830, el Italiano se hablaba junto con el inglés y el castellano y se utilizaba en los anuncios oficiales. Después de la época napoleónica, muchos Sicilianos y algunos toscanos emigraron a Gibraltar, pero los genoveses y ligures siguieron siendo la mayoría del grupo italiano. De hecho, el dialecto genovés se habló en la bahía catalana hasta bien entrado el siglo XX, extinguiéndose en la década de 1970. En la actualidad, los descendientes de la comunidad genovesa de Gibraltar se consideran a sí mismos gibraltareños y la mayoría de ellos promueven la autonomía de Gibraltar. La herencia cultural genovesa es evidente en todo Gibraltar, pero especialmente en la arquitectura de los edificios más antiguos de la ciudad, que están influenciados por los estilos de vivienda tradicionales genoveses con patio interno (también conocidos como "patios").
Los italianos corfiotas, o "italianos corfioides", son una población procedente de la isla griega de Corfú (Kerkyra) con vínculos étnicos y lingüísticos con la República de Venecia. Los orígenes de la comunidad italiana corfiota se encuentran en la expansión de los Estados italianos hacia los Balcanes durante y después de las Cruzadas. En el siglo XII, el Reino de Nápoles envió algunas familias italianas a Corfú para gobernar la isla. A partir de la Cuarta Cruzada de 1204, la República de Venecia envió muchas familias italianas a Corfú. Estas familias llevaron a la isla la lengua italiana de la Edad Media. Cuando Venecia gobernaba Corfú y las islas jónicas, lo que duró durante el Renacimiento y hasta finales del siglo XVIII, la mayoría de las clases altas corfianas hablaban italiano (o específicamente el Veneciano en muchos casos), pero la masa del pueblo seguía siendo griega étnica, lingüística y religiosamente antes y después de los asedios otomanos del siglo XVI. Los italianos corfiotas se concentraban principalmente en la ciudad de Corfú, que los venecianos llamaban "Città di Corfu". Más de la mitad de la población de la ciudad de Corfú en el siglo XVIII hablaba el idioma veneciano. El resurgimiento del nacionalismo griego, tras la época napoleónica, contribuyó a la desaparición gradual de los italianos corfianos. Corfú fue finalmente incorporada al Reino de Grecia en 1864. El gobierno griego suprimió todas las escuelas italianas en las islas jónicas en 1870 y, como consecuencia, en la década de 1940 sólo quedaban 400 italianos corfios. La arquitectura de la ciudad de Corfú sigue reflejando su larga herencia veneciana, con sus edificios de varios pisos, sus amplias plazas como la popular "Spianada" y las estrechas callejuelas empedradas conocidas como "Kantounia".

## Historia

### Desde la unificación italiana hasta la Primera Guerra Mundial

Estimaciones del número de emigrantes de 1876-1900 y 1901-1915, según su región de origen.

La Unificación de Italia rompió el sistema feudal de la tierra, que había sobrevivido en el sur desde la Edad Media, especialmente allí donde la tierra había sido propiedad inalienable de los aristócratas, de los cuerpos religiosos o del rey. Sin embargo, el desmantelamiento del feudalismo y la redistribución de la tierra no llevaron necesariamente a los pequeños agricultores del sur a tener tierras propias o que pudieran trabajar y rentabilizar. Muchos permanecieron sin tierra, y las parcelas eran cada vez más pequeñas y, por tanto, menos productivas, ya que la tierra se subdividía entre los herederos.
Entre 1860 y la Primera Guerra Mundial, 9 millones de italianos se marcharon definitivamente de un total de 16 millones que emigraron, la mayoría desde el sur y la mayoría viajando a América del Norte o del Sur. Las cifras pueden haber sido incluso mayores; 14 millones entre 1876 y 1914, según otro estudio. La emigración anual fue de una media de casi 220 000 personas entre 1876 y 1900, y de casi 650 000 entre 1901 y 1915. Antes de 1900, la mayoría de los inmigrantes italianos procedían del norte y del centro de Italia. Dos tercios de los emigrantes que salieron de Italia entre 1870 y 1914 eran hombres con conocimientos tradicionales. Los campesinos constituían la mitad de los emigrantes antes de 1896.

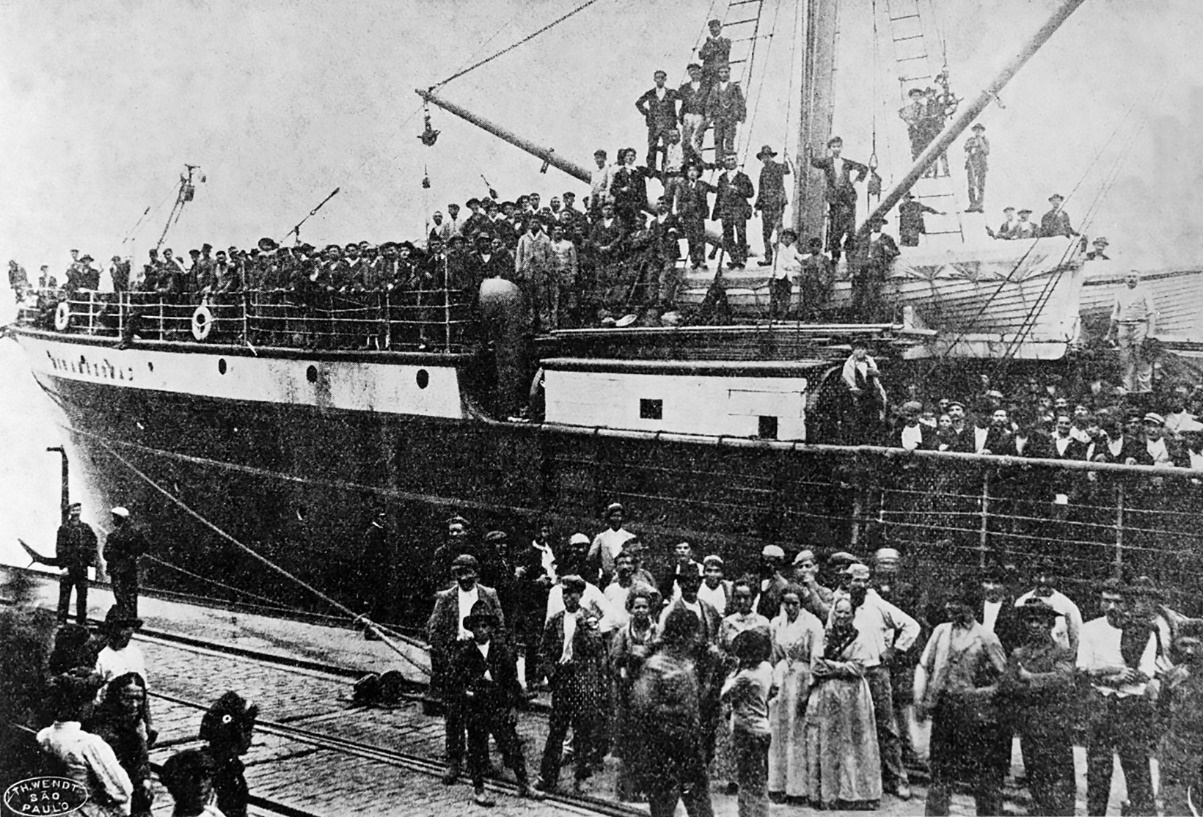
El barco cargado de emigrantes italianos llegó a Brasil (1907)

A medida que aumentaba el número de emigrantes italianos en el extranjero, también lo hacían sus remesas, lo que fomentaba una mayor emigración, incluso frente a factores que lógicamente podrían pensarse que disminuirían la necesidad de marcharse, como el aumento de los salarios en el país. Se ha denominado "flujo de emigración persistente y dependiente de la trayectoria". Los amigos y parientes que se fueron primero enviaron dinero para los billetes y ayudaron a sus parientes a medida que llegaban. Esto tendía a apoyar un flujo de emigración, ya que incluso la mejora de las condiciones en el país de origen tardaba en llegar a los emigrantes potenciales para convencerles de que no se fueran. El flujo de emigrantes sólo se vio frenado por acontecimientos dramáticos, como el estallido de la Primera Guerra Mundial, que interrumpió en gran medida el flujo de personas que intentaban salir de Europa, y las restricciones a la inmigración que establecieron los países receptores. Ejemplos de estas restricciones en Estados Unidos fueron la Ley de Cuotas de Emergencia de 1921 y la Ley de inmigración de 1924. La legislación restrictiva para limitar la emigración desde Italia fue introducida por el gobierno fascista de las décadas de 1920 y 1930.

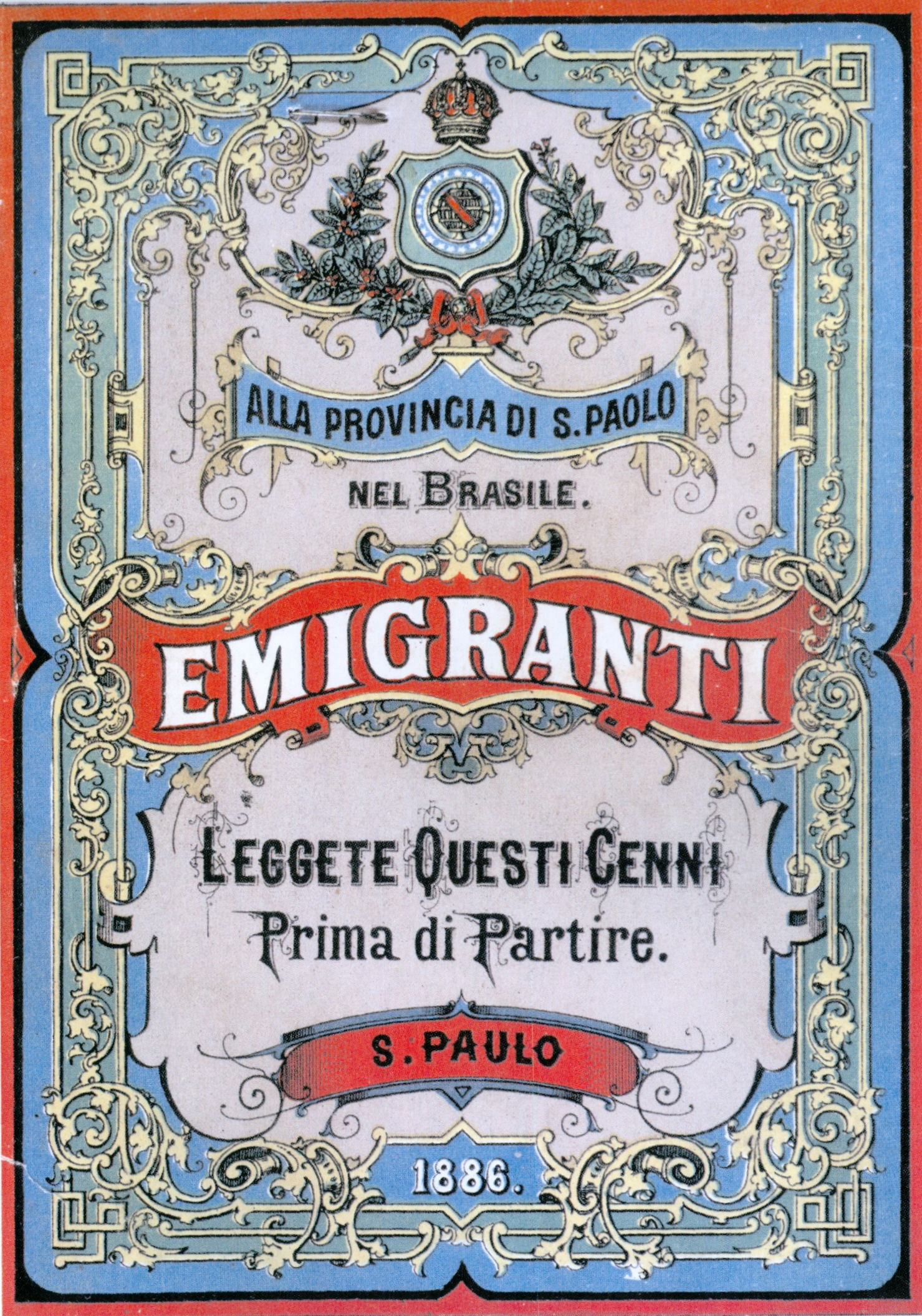
Cartel creado en 1886 por el Estado brasileño de São Paulo, destinado a los potenciales emigrantes italianos en Brasil

La emigración italiana se produjo con distinta intensidad dependiendo de la región de la nación. En la segunda fase de la emigración (de 1900 a la Primera Guerra Mundial), algo menos de la mitad de los emigrantes procedían del sur y la mayoría de ellos eran de zonas rurales, ya que fueron expulsados de la tierra por la ineficaz gestión de la misma, la anarquía y las enfermedades como la pelagra y la cólera). Robert Foerster, en Italian Emigration of our Times (1919) dice: "[La emigración ha sido]... casi una expulsión; ha sido un éxodo, en el sentido de despoblación; ha sido característicamente permanente". El gran número de emigrantes del Friul Venezia Giulia, una región con una población de sólo 509 000 habitantes en 1870 hasta 1914 se debe a que muchos de los que se cuentan entre los 1407 millones de emigrantes vivían en realidad en el Litoral austriaco, que tenía una población políglota de croatas, friulanos, italianos y eslovenos mayor que la del Friul italiano.
La mediería, una forma de aparcería en la que las familias arrendatarias obtenían una parcela para trabajar de un propietario y se quedaban con una parte razonable de los beneficios, estaba más extendida en el centro de Italia, y es una de las razones por las que hubo menos emigración desde esa parte de Italia. El sur carecía de empresarios y los propietarios ausentes eran habituales. Aunque la propiedad de la tierra era el criterio básico de riqueza, la agricultura era socialmente despreciada. La gente no invertía en equipos agrícolas, sino en cosas como bonos estatales de bajo riesgo.
La regla de que la emigración de las ciudades era insignificante tiene una importante excepción, en Nápoles. La ciudad pasó de ser la capital de su propio reino en 1860 a ser una gran ciudad más de Italia. La pérdida de puestos de trabajo en la burocracia y el posterior deterioro de la situación financiera provocaron un elevado desempleo en la zona. A principios de la década de 1880, las epidemias de cólera también afectaron a la ciudad, lo que provocó que muchas personas se marcharan. Las epidemias fueron el motor de la decisión de reconstruir sectores enteros de la ciudad, una empresa conocida como el risanamento (literalmente «volver a estar sano»), una empresa que duró hasta el comienzo de la Primera Guerra Mundial.

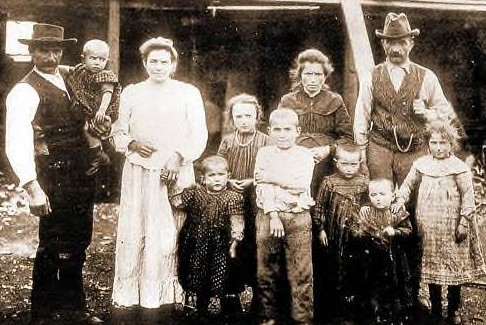
Emigrantes Modenesi a Capitán Pastene (Chile) en 1910: la familia Castagnoli

Durante los primeros años antes de la unificación de Italia, la emigración no estaba especialmente controlada por el Estado. Los emigrantes solían estar en manos de agentes de emigración cuyo trabajo consistía en ganar dinero para sí mismos trasladando a los emigrantes. A estos agentes laborales y reclutadores se les llamaba padroni, que se traduce como patrón o jefe. Los abusos condujeron a la primera ley de migración en Italia, aprobada en 1888, para poner las numerosas agencias de emigración bajo el control del Estado. El 31 de enero de 1901 se creó el Comisariado de Emigración, que concedía licencias a los transportistas, imponía los costes fijos de los billetes, mantenía el orden en los puertos de embarque, se encargaba de la inspección sanitaria de los que partían, creaba albergues y centros de atención y establecía acuerdos con los países de acogida para ayudar a cuidar a los que llegaban. El Comisariado trató de ocuparse de los emigrantes antes de que salieran y después de que llegaran, como por ejemplo ocuparse de las leyes americanas que discriminaban a los trabajadores extranjeros, como la Ley de Trabajo por Contrato para Extranjeros,  e incluso suspender, durante algún tiempo, la emigración a Brasil, donde muchos emigrantes habían acabado como cuasi-esclavos en las grandes plantaciones de café. El Comisariado también ayudó a establecer las remesas enviadas por los emigrantes desde los Estados Unidos a su patria, que se convirtieron en un flujo constante de dinero que, según algunas cuentas, ascendía a cerca del 5% del  PNB italiano. En 1903, el Comisariado también fijó los puertos de embarque disponibles como Palermo, Nápoles y Génova, excluyendo el Puerto de Venecia, que anteriormente también se había utilizado.

### Período de entreguerras

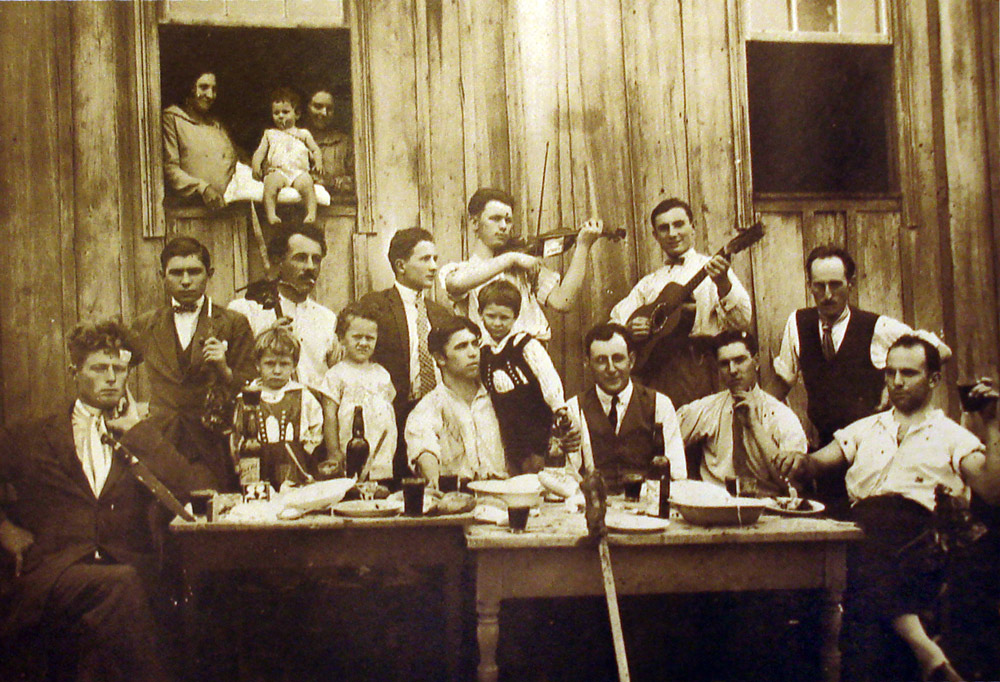
La familia Benvenuti, emigrada a Caxias do Sul, municipio de Brasil fundado por emigrantes italianos del Veneto, en una foto de 1928

Aunque los peligros físicos relacionados con el tráfico marítimo transatlántico durante la Primera Guerra Mundial interrumpieron la emigración de todas las partes de Europa, incluida Italia, la situación de varias economías nacionales en la inmediata posguerra era tan mala que la inmigración se recuperó casi inmediatamente. Los periódicos extranjeros publicaron historias de miedo similares a las publicadas 40 años antes (cuando, por ejemplo, el 18 de diciembre de 1880, The New York Times publicó un editorial, Emigrantes indeseables, lleno de invectivas típicas de la época contra la "inmigración promiscua... [de]... la escoria sucia, miserable, perezosa y criminal de las secciones más mezquinas de Italia"). Un artículo escrito durante el periodo de entreguerras el 17 de abril de 1921, en el mismo periódico, utilizaba los titulares Los italianos vienen en gran número y El número de inmigrantes estará limitado sólo por la capacidad de los transatlánticos (ahora había un número limitado de barcos disponibles debido a las recientes pérdidas en tiempos de guerra) y que los potenciales inmigrantes se agolpaban en los muelles de las ciudades de Génova. Este artículo continúa: [...] el extranjero que pasea por una ciudad como Nápoles puede darse cuenta fácilmente del problema con el que se enfrenta el gobierno: las calles secundarias están literalmente repletas de niños que corren por las calles y por las aceras sucias y alegres. [...] Los suburbios de Nápoles [...] rebosan de niños que, en número, sólo pueden compararse con los que se encuentran en Delhi, Agra y otras ciudades de las Indias Orientales [...].

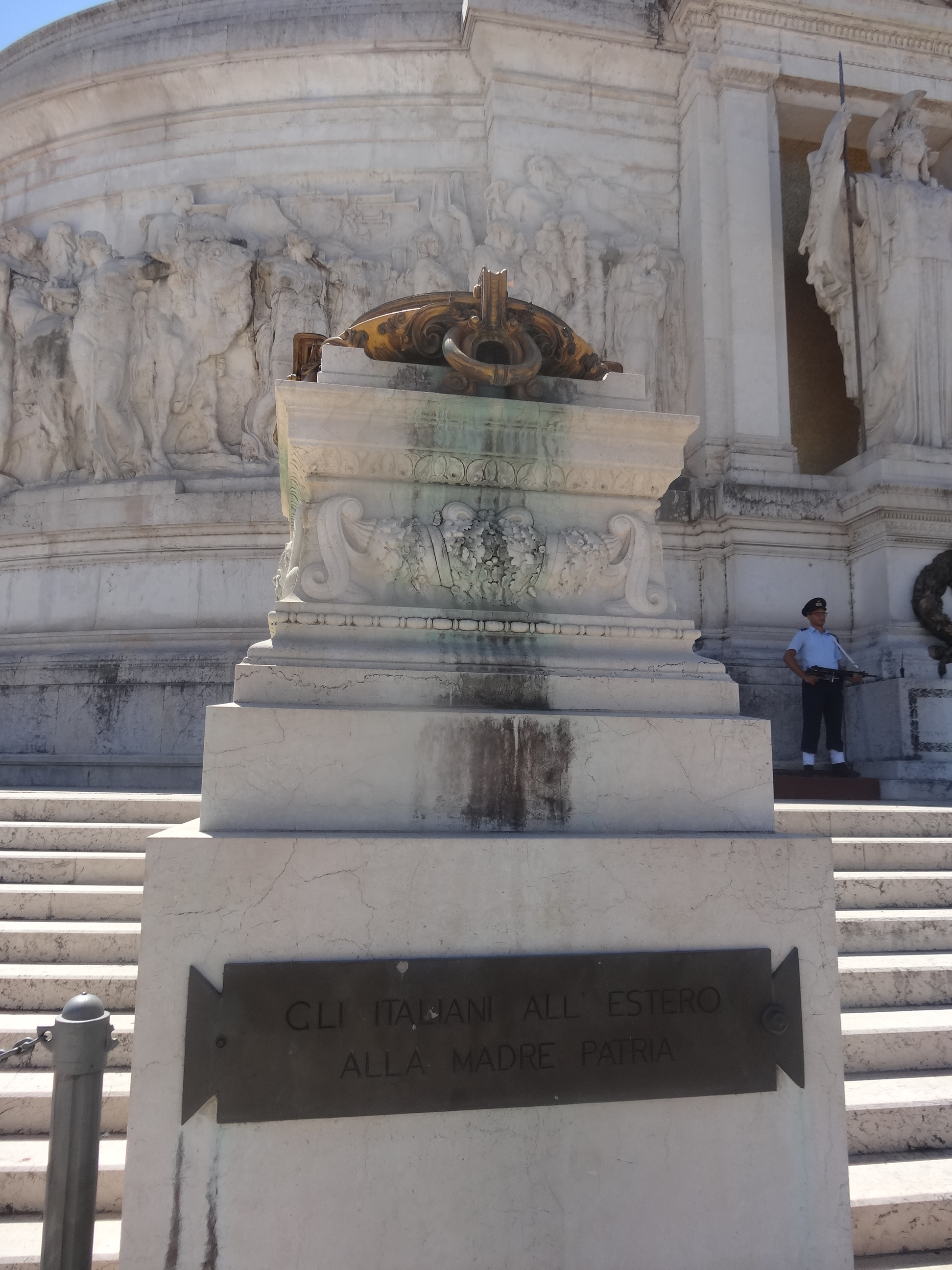
Uno de los dos braseros que arden perpetuamente a los lados de la tumba del Soldado Desconocido italiano en Altare della Patria en Roma. En su base hay una placa con la inscripción Gli italiani all'estero alla Madre Patria («italianos en el extranjero a la Patria»)

Las extremas dificultades económicas de la Italia de la posguerra y las graves tensiones internas del país, que condujeron al ascenso del fascismo, hicieron que 614 000 inmigrantes se marcharan en 1920, la mitad de ellos a Estados Unidos. Cuando los fascistas llegaron al poder en 1922, se produjo una desaceleración gradual del flujo de emigrantes desde Italia. Sin embargo, durante los primeros cinco años de gobierno fascista, 1 500 000 personas abandonaron Italia. Para entonces, la naturaleza de los emigrantes había cambiado; hubo, por ejemplo, un marcado aumento del número de parientes fuera de la edad de trabajar que se trasladaban para estar con sus familias, que ya habían dejado Italia.
El vínculo de los emigrantes con su patria siguió siendo muy fuerte incluso después de su partida. Muchos emigrantes italianos hicieron donaciones para la construcción del  Altare della Patria (1885-1935), una parte del monumento dedicado al rey Víctor Manuel II de Italia, y en recuerdo de ello, la inscripción de la placa de los dos braseros encendidos perpetuamente en el Altare della Patria junto a la tumba del Soldado Desconocido Italiano, reza así: Gli italiani all'estero alla Madre Patria" ("Italianos en el extranjero a la Madre Patria. El significado alegórico de las llamas que arden perpetuamente está ligado a su simbolismo, que tiene siglos de antigüedad, ya que tiene sus orígenes en la antigüedad clásica, especialmente en el culto a los muertos. Un fuego que arde eternamente simboliza que el recuerdo, en este caso del sacrificio del «Soldado Desconocido» y el vínculo del país de origen, está perpetuamente vivo en los italianos, incluso en los que están lejos de su país, y nunca se desvanecerá.

### Después de la Segunda Guerra Mundial

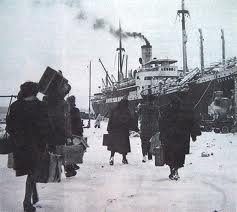
Los italianos de Istria abandonan Pula en 1947 durante el éxodo istrio-dálmata

Tras la derrota de Italia en la Segunda Guerra Mundial y el Tratados de París de 1947, Istria, Kvarner y la mayor parte de la Venecia Julia, con las ciudades de Pula, Fiume y Zara, pasaron de Italia a Yugoslavia, provocando el éxodo istriano-dálmata, que supuso la emigración de entre 230 000 y 350 000 personas de la etnia local italianos (italianos de Istria e  italianos de Dalmacia), hacia Italia, y en menor número, hacia América y Australia.
La emigración italiana de la segunda mitad del siglo XX, en cambio, se dirigió principalmente a países europeos que experimentaban un crecimiento económico. A partir de los años 40, el flujo de emigración italiana se dirigió principalmente a Suiza y Bélgica, mientras que a partir de la década siguiente, Francia y Alemania se añadieron entre los principales destinos. Estos países fueron considerados por muchos, en el momento de la salida, como un destino temporal -a menudo sólo por unos meses- en el que trabajar y ganar dinero para construir un futuro mejor en Italia. Este fenómeno se produjo sobre todo en los años setenta, un periodo que estuvo marcado por el regreso a su patria de muchos emigrantes italianos.
El Estado italiano firmó un pacto de emigración con Alemania en 1955 que garantizaba el compromiso mutuo en materia de movimientos migratorios y que llevó a casi tres millones de italianos a cruzar la frontera en busca de trabajo. A partir de 2017, hay aproximadamente 700 000 italianos en Alemania, mientras que en Suiza este número alcanza aproximadamente 500 000. Son principalmente de origen siciliano,  calabrés, abruzés y  apulense, pero también veneciano y emiliano, muchos de los cuales tienen doble nacionalidad y, por tanto, capacidad de votar en ambos países. En Bélgica y Suiza, las comunidades italianas siguen siendo las representaciones extranjeras más numerosas, y aunque muchas regresan a Italia tras la jubilación, a menudo los hijos y nietos permanecen en los países de nacimiento, donde han echado raíces.
Un importante fenómeno de agregación que se da en Europa, así como en otros países y continentes que han sido destino de flujos migratorios de italianos, es el de las asociaciones de emigrantes. El Ministerio de Asuntos Exteriores calcula que en el extranjero están presentes más de 10 000 asociaciones creadas por emigrantes italianos a lo largo de más de un siglo. asociaciones de beneficencia, culturales, asistenciales y de servicios que han constituido un punto de referencia fundamental para los emigrantes. Las principales redes asociativas de diversas inspiraciones ideales se reúnen ahora en el Consejo Nacional de la Emigración. Una de las mayores redes asociativas del mundo, junto con las de la Mundo católico, es la de la Federación italiana de trabajadores y familias emigrantes.

### La «nueva emigración» delsigloXXI

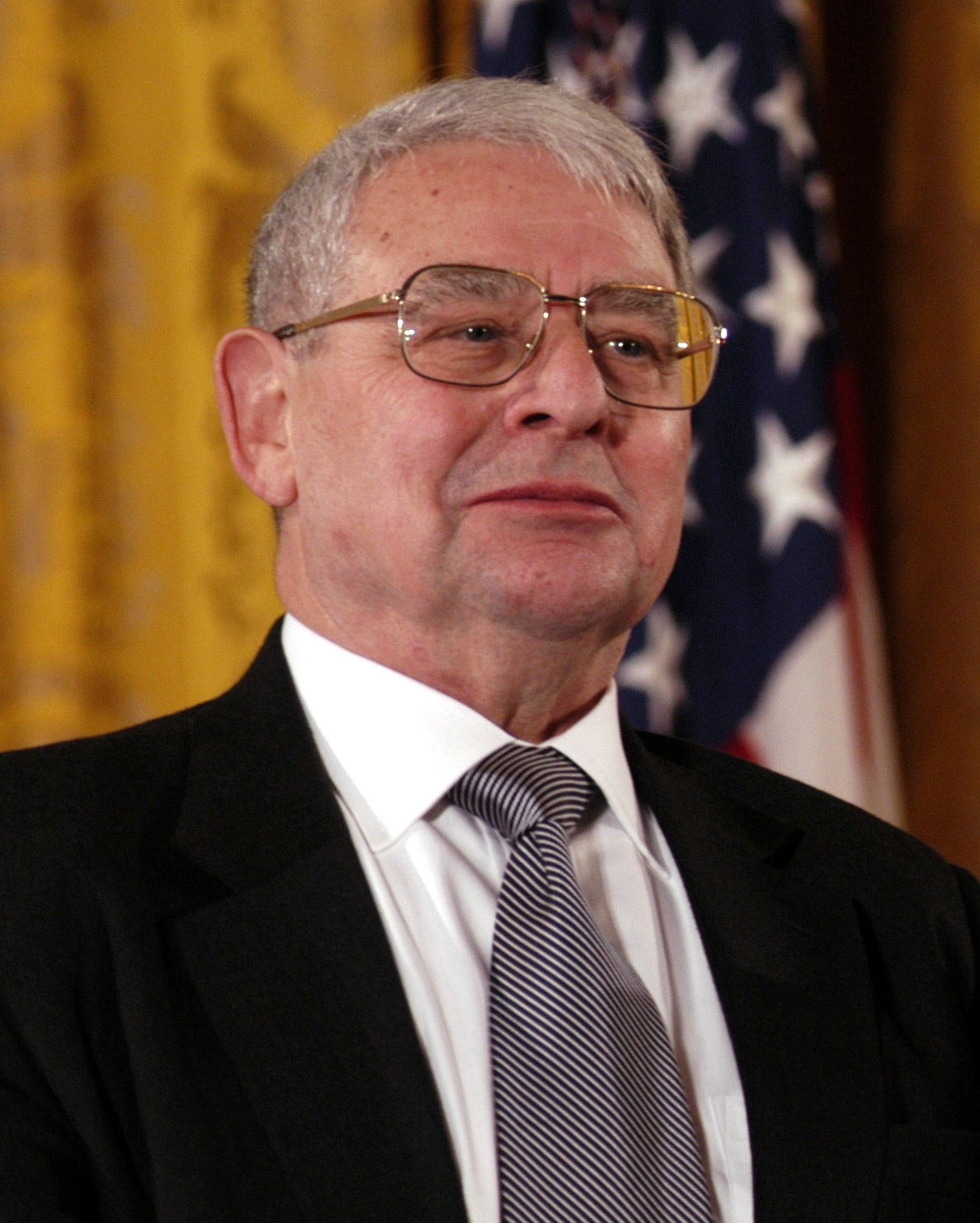
Riccardo Giacconi, físico estadounidense naturalizado italiano, ganador del Premio Nobel de Física en 2002

Entre finales del siglo XX y principios del siguiente, el flujo de emigrantes italianos por el mundo se atenuó mucho. Sin embargo, tras los efectos de la Gran Recesión, desde finales de la década de 2010 se ha extendido un flujo continuo de expatriados. Aunque numéricamente inferior a los dos anteriores, este periodo afecta principalmente a los jóvenes, que suelen ser licenciados, hasta el punto de que se define como una "fuga de cerebros".
En concreto, este flujo se dirige principalmente hacia Alemania, donde sólo en 2012 llegaron más de 35 000 italianos, pero también hacia otros países como Reino Unido, Francia, Suiza, Canadá, Australia, Estados Unidos y los países sudamericanos. Se trata de un flujo anual que, según los datos de 2012 de la Oficina de Registro de Italianos Residentes en el Extranjero (AIRE), ronda las 78.000 personas con un aumento de unas 20 000 respecto a 2011, aunque se estima que el número real de personas que han emigrado es considerablemente mayor (entre dos y tres veces), ya que muchos compatriotas cancelan su residencia en Italia con mucho retraso respecto a su salida real.
El fenómeno de la llamada «nueva emigración» provocado por la grave crisis económica afecta también a todo el sur de Europa como a países como España, Portugal y Grecia (además de Irlanda y Francia) que registran tendencias de emigración similares, si no mayores. La opinión generalizada es que los lugares en los que no se producen cambios estructurales en las políticas económicas y sociales son los más sometidos al aumento de este flujo de emigración. Por lo que respecta a Italia, también es significativo que estos flujos ya no afectan sólo a las regiones del sur de Italia, sino también a las del norte, como Lombardía y Emilia-Romaña.
Según las estadísticas disponibles, la comunidad de ciudadanos italianos que residen en el extranjero asciende a 4.600.000 personas (datos de 2015). Por lo tanto, se ha reducido mucho, desde el punto de vista porcentual, desde los 9 200 000 de principios de los años veinte (cuando era aproximadamente una quinta parte de toda la población italiana).
El "Informe de los italianos en el mundo 2011" elaborado por la Fundación Migrantes, dependiente de la CEI, especificaba que:

Los italianos residentes en el extranjero a 31 de diciembre de 2010 eran 4.115.235 (el 47,8 % son mujeres). La comunidad de emigrantes italianos sigue aumentando tanto por las nuevas salidas, como por el crecimiento interno (ampliación de familias o personas que adquieren la ciudadanía por descendencia). La emigración italiana se concentra principalmente entre Europa (55,8 %) y América (38,8 %). Seguida de Oceanía (3,2 %), África (1,3 %) y Asia con un 0,8 %. El país con más italianos es Argentina (648 333), seguido de Alemania (631 243) y Suiza (520 713). Además, el 54,8 % de los emigrantes italianos son de origen meridional (más de 1 400 000 de la Sur y casi 800 000 de la Islas); el 30,1 % procede de las regiones del norte (casi 600 000 de la Noroeste y 580 000 de la Noroeste); por último, el 15 % (588 717) procede de las regiones del centro. Los emigrantes centro-sur son la inmensa mayoría en Europa (62,1 %) y Oceanía (65 %). En Asia y África, sin embargo, la mitad de los italianos proceden del Norte. La región con más emigrantes es Sicilia (646 993), seguida de Campania (411 512), Lazio (346 067), Calabria (343 010), Apulia (309 964) y Lombardía (291 476). La provincia con más emigrantes es Roma (263 210), seguida de la Agrigento (138 517), Cosenza (138 152), Salerno (108 588) y Nápoles (104 495).

En 2008, unos 60 000 italianos cambiaron de nacionalidad; proceden en su mayoría de la Italia septentrional (74 %) y han preferido Alemania como país de adopción (12 % del total de emigrantes). El número de ciudadanos italianos residentes en el extranjero según los inscritos en el registro AIRE:

## Por continente

### África

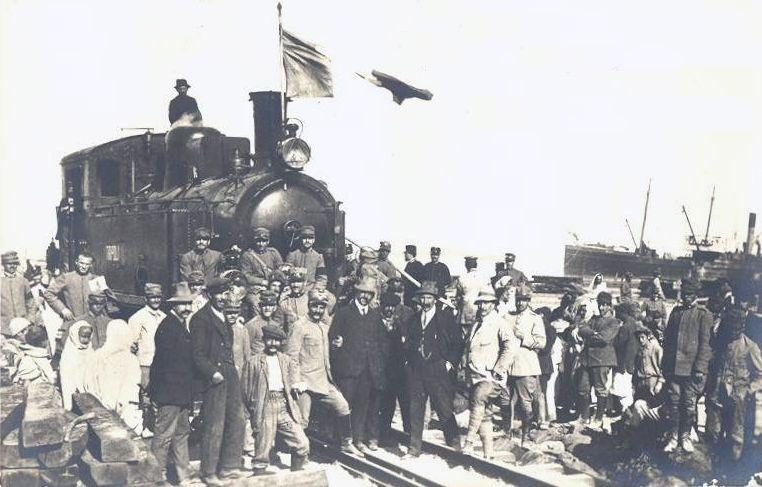
Llegada de los primeros italianos a Trípoli (Italia tripolitana) en 1912.

Libia contaba con unos 150 000 colonos italianos cuando Italia entró en la Segunda Guerra Mundial en 1940, lo que constituía alrededor del 18 % de la población total en Libia italiana. Los italianos en Libia residían (y muchos aún lo hacen) en la mayoría de las ciudades importantes como Trípoli (el 37 % de la ciudad era italiana), Bengasi (31 %), y Hun (3 %). Su número disminuyó después de 1946. Francia y el Reino Unido se hicieron con el botín de guerra que incluía los descubrimientos italianos y la experiencia técnica en la extracción y producción de crudo, supercarreteras, riego y electricidad. La mayoría de los residentes italianos de Libia fueron expulsados del país en 1970, un año después de que Muamar el Gadafi tomara el poder en un golpe de Estado el 7 de octubre de 1970, pero unos pocos cientos de colonos italianos volvieron a Libia en la década de 2000.
| Año  | Italianos | Percentaje | Total Libia | Fuente de datos sobre la poblaciónn                                                           |
| ---- | --------- | ---------- | ----------- | --------------------------------------------------------------------------------------------- |
| 1936 | 112.600   | 13,26 %    | 848 600     | Enciclopedia Geografica Mondiale K-Z, De Agostini, 1996                                       |
| 1939 | 108.419   | 12,37 %    | 876 563     | Guida Breve d'Italia Vol.III, C.T.I., 1939 (Censimento Ufficiale)                             |
| 1962 | 35.000    | 2,1 %      | 1 681 739   | Enciclopedia Motta, Vol.VIII, Motta Editore, 1969                                             |
| 1982 | 1.500     | 0,05 %     | 2 856 000   | Atlante Geografico Universale, Fabbri Editori, 1988                                           |
| 2004 | 22.530    | 0,4 %      | 5 631 585   | L'Aménagement Linguistique dans le Monde Archivado el 26 de abril de 2009 en Wayback Machine. |

Somalia contaba con unos 50 000 colonos somalíes italianos durante la Segunda Guerra Mundial, que constituían aproximadamente el 5 % de la población total de Somalilandia italiana. Los italianos residían en la mayoría de las principales ciudades del centro y el sur del territorio, con unos 10 000 viviendo en la capital Mogadiscio. Otras zonas importantes de asentamiento eran Jowhar, que fue fundada por el príncipe italiano  Luis Amedeo, duque de los Abruzos. El italiano solía ser un idioma destacado, pero su influencia disminuyó significativamente tras la independencia. En la actualidad se escucha con más frecuencia entre las generaciones mayores.

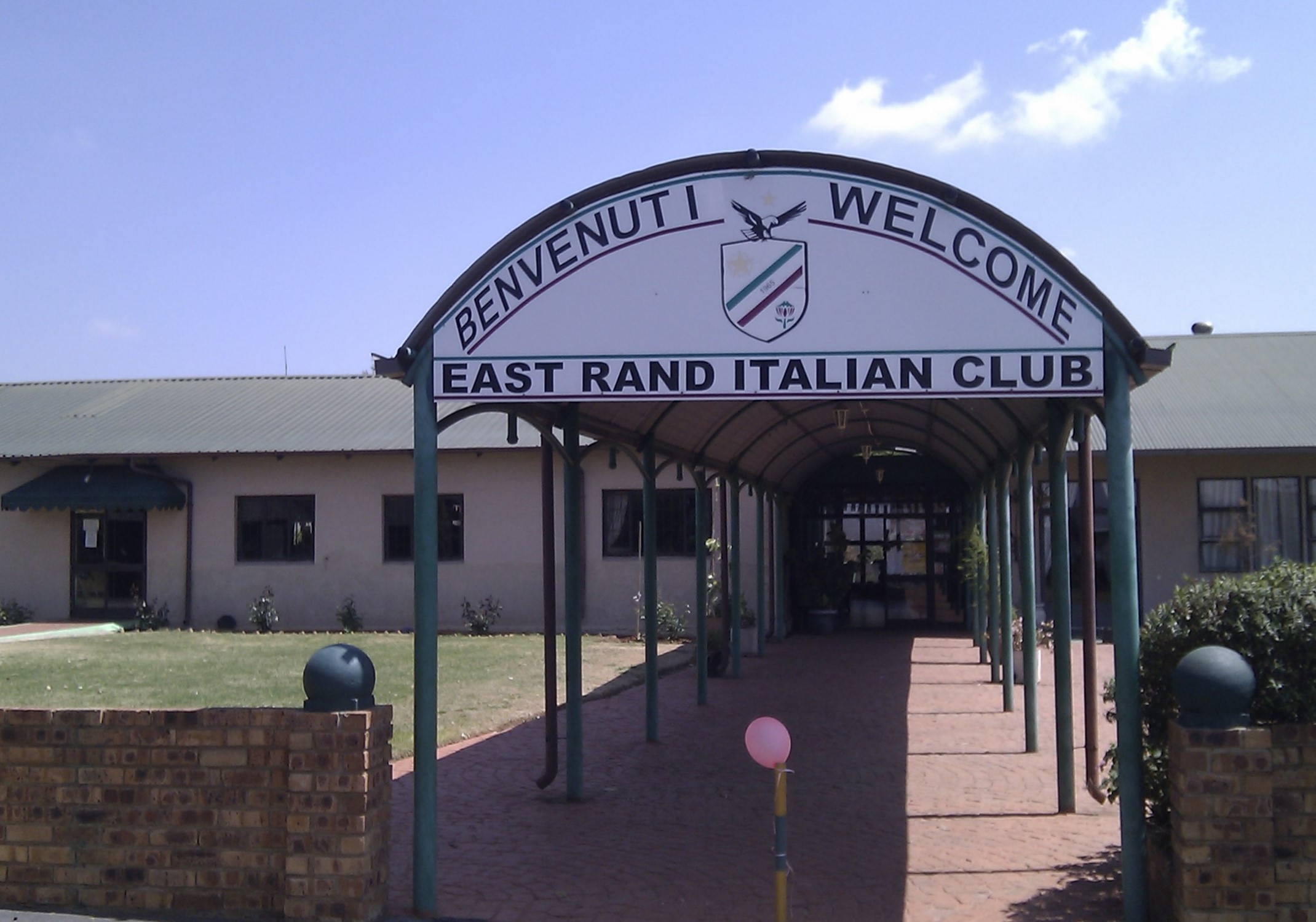
Club italiano en Boksburg, en Sudáfrica

Aunque los italianos no emigraron a Sudáfrica en gran número, los que llegaron allí han dejado huella en el país. Antes de la Segunda Guerra Mundial, llegaron relativamente pocos inmigrantes italianos, aunque hubo algunas excepciones destacadas, como el primer Primer Ministro de la Cape,  John Molteno. Los italianos sudafricanos fueron noticia durante la Segunda Guerra Mundial, cuando los italianos fueron capturados en el África Oriental Italiana, debiendo ser enviados a un reducto seguro para ser detenidos como prisioneros de guerra. (POWs). Sudáfrica era el destino perfecto, y los primeros prisioneros de guerra llegaron a Durban, en 1941.

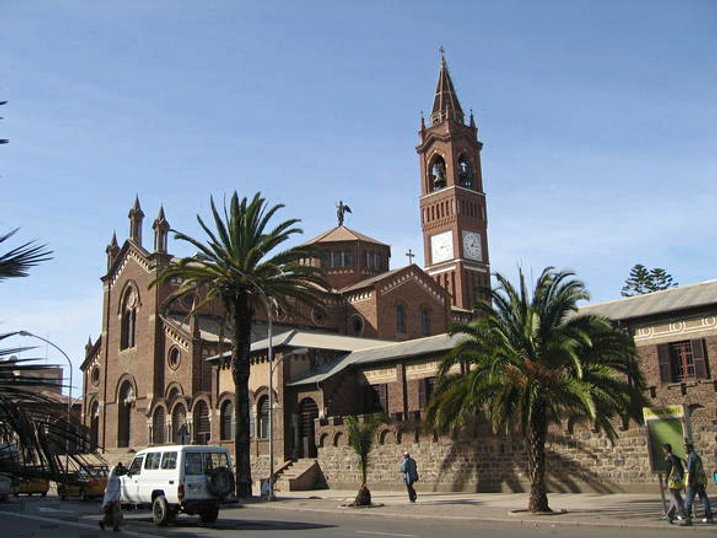
Iglesia de Nuestra Señora del Rosario en Asmara, construida por eritreos italianos en 1923

Los italianos tenían una población significativamente grande, pero que disminuyó rápidamente en África. En 1926, había 90 000 italianos en Túnez, frente a 70 000 franceses (algo inusual ya que Túnez era un protectorado francés). En 2017, los tunecinos italianos se redujeron a unos pocos miles. Las antiguas comunidades italianas también prosperaron en el Cuerno de África, con unos 50 000 colonos italianos viviendo en Eritrea en 1935. La población eritrea italiana pasó de 4000 personas durante la Primera Guerra Mundial a casi 100 000 al comienzo de la Segunda Guerra Mundial.
Durante la Ocupación italiana de Etiopía, unos 300 000 italianos se instalaron en el África Oriental Italiana (1936-1941). Más de 49 000 vivían en Asmara en 1939 (alrededor del 10% de la población de la ciudad), y más de 38 000 residían en Addis Abeba. Tras la independencia, algunos italianos permanecieron durante décadas tras recibir el perdón total del emperador Selassie, pero finalmente casi 22 000 italoetíopes abandonaron el país debido a la Guerra Civil Etíope en 1974. En 2007 quedaban vivos 80 colonos italianos originales y casi 2000 descendientes mixtos de italianos y etíopes. En la década de 2000, algunas empresas italianas volvieron a operar en Etiopía, y un gran número de técnicos y directivos italianos llegaron con sus familias, residiendo principalmente en el área metropolitana de la capital.
Es llamativa la presencia de emigrantes italianos incluso en territorios que nunca han sido colonias italianas, como Egipto. En 1940, los egipcios italianos ascendían a 55 000, constituyendo la segunda comunidad de inmigrantes en este país africano. A partir de 2017, los egipcios italianos solo ascendían a unos pocos miles. También están presentes en África los marroquíes italianos y los argelinos italianos, aunque nunca tuvieron colonias italianas. Algunos colonos italianos se quedaron en Colonias portuguesas en África después de la Segunda Guerra Mundial. Como el gobierno portugués había intentado ampliar la pequeña población portuguesa mediante la emigración desde Europa, los emigrantes italianos se fueron asimilando a la comunidad portuguesa de Angola. Los zambianos italianos son ciudadanos de Zambia de ascendencia italiana, inmigrantes de Italia o zambianos nacidos en Italia. Los zambianos italianos tienen una comunidad y una iglesia en su ciudad de Lusaka.

### Las Américas

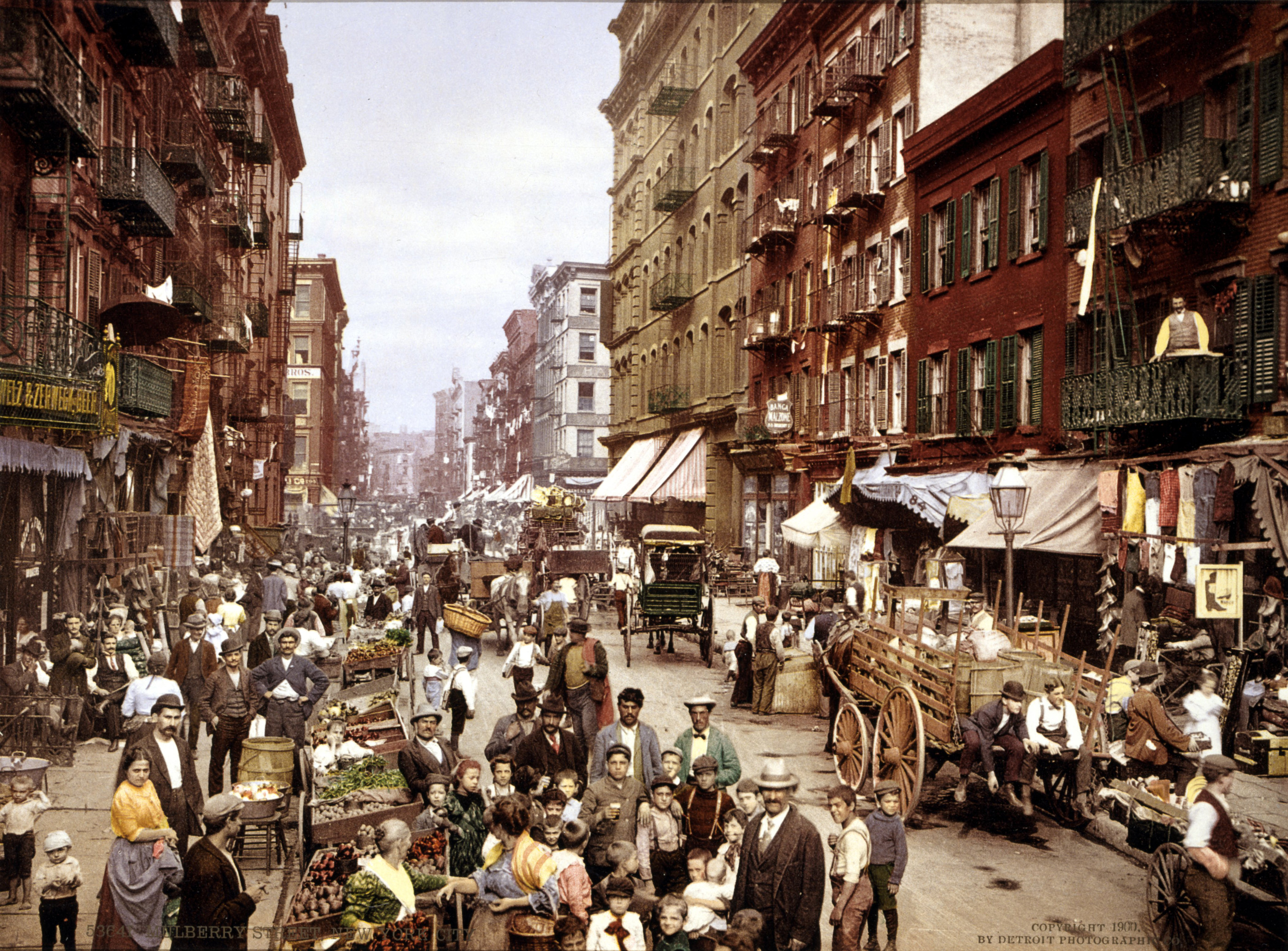
Mulberry Street, a lo largo de la cual se centra la Pequeña Italia de la ciudad de Nueva York, alrededor de 1900.

Los primeros italianos que se dirigieron a América se instalaron en los territorios del Imperio español ya durante el siglo XVI. Eran principalmente  ligures de la República de Génova, que trabajaban en actividades y negocios relacionados con la navegación marítima transoceánica. El flujo en la región del Río de la Plata creció en la década de 1830, cuando surgieron importantes colonias italianas en las ciudades de Buenos Aires y Montevideo. Tras la unificación de Italia en 1861, se produjo una notable emigración de Italia a Uruguay que alcanzó su punto máximo en las últimas décadas del siglo XIX, cuando llegaron más de 110 000 emigrantes italianos. En 1976, los uruguayos con ascendencia italiana ascendían a más de 1,3 millones (casi el 40 % de la población total, incluidos los italoargentinos residentes en Uruguay).
Se considera que la fecha simbólica de inicio de la emigración italiana a América fue el 28 de junio de 1854, cuando, tras veintiséis días de viaje desde Palermo, el barco de vapor Sicilia llegó al puerto de Nueva York. Por primera vez, un barco de vapor con la bandera de un estado de la península italiana, en este caso el Reino de las Dos Sicilias, llegaba a las costas estadounidenses. Dos años antes se había fundado en Génova la Compañía Transatlántica de Navegación a Vapor con el Nuevo Mundo, cuyo principal accionista era el rey Víctor Manuel II de Italia. La citada asociación encargó a los astilleros Blackwall los grandes vapores gemelos Génova y Torino, botados respectivamente el 12 de abril y el 21 de mayo de 1856, ambos destinados a la conexión marítima entre Italia y América. La emigración a las Américas fue de considerable magnitud desde la segunda mitad del siglo XIX hasta las primeras décadas del siglo XX. Estuvo a punto de agotarse durante el fascismo, pero tuvo un pequeño resurgimiento poco después del final de la Segunda Guerra Mundial. La emigración masiva de italianos a América terminó en los años 60, tras el milagro económico italiano, aunque continuó hasta los años 80 en Canadá y Estados Unidos.

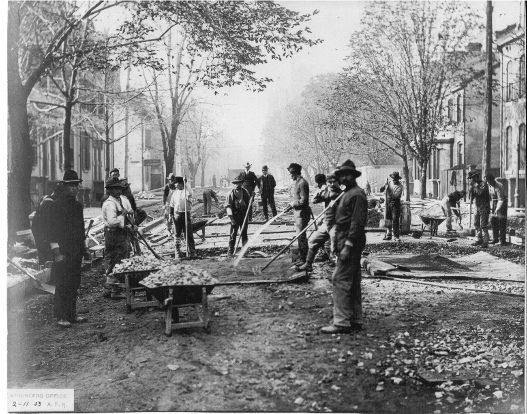
Los inmigrantes italianos colocan adoquines en King Street en Toronto, 1903

La inmigración italiana en Argentina, junto con la española, formaron la columna vertebral de la sociedad argentina. Grupos menores de italianos comenzaron a emigrar a Argentina ya en la segunda mitad del siglo XVII. Sin embargo, la corriente de inmigración italiana a Argentina se convirtió en un fenómeno de masas entre 1880 y 1920, cuando Italia se enfrentaba a disturbios sociales y económicos. La cultura platense tiene importantes conexiones con la italiana en cuanto a lengua, costumbres y tradiciones. Se estima que hasta el 62,5% de la población, es decir, 30 millones de argentinos, tienen total o parcialmente ascendencia italiana. 
Según el Ministerio del Interior de Italia, en la República Argentina viven 525 570 ciudadanos italianos, incluidos los argentinos con doble nacionalidad.

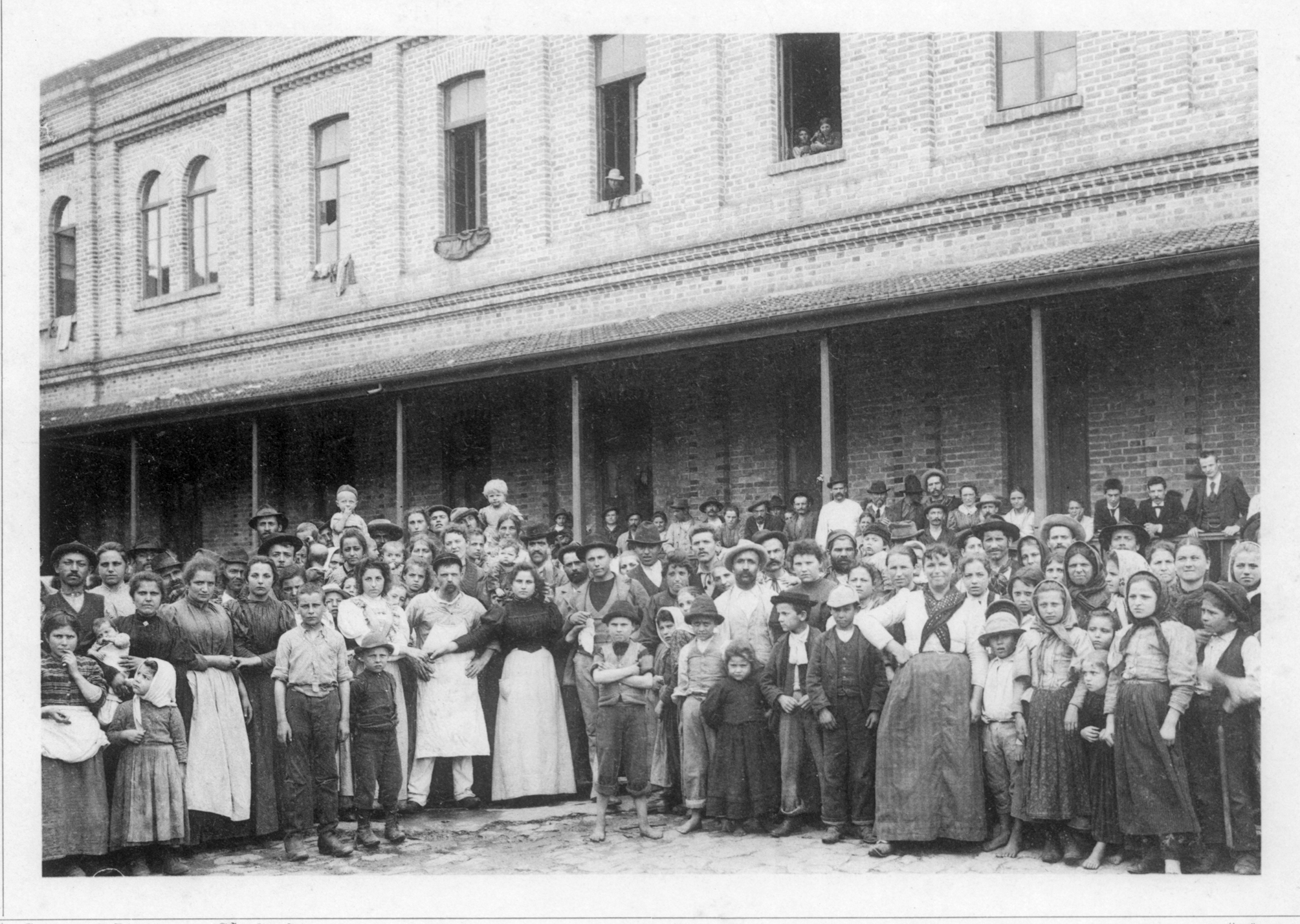
Italianos inmigrantes llegando a São Paulo, alrededor de 1890. El país sudamericano tiene la mayor población italiana fuera de Italia.

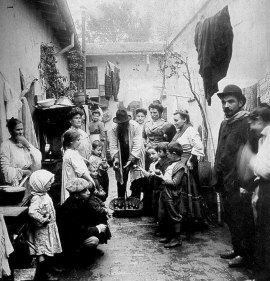
Los inmigrantes italianos en un conventillo en Buenos Aires

Los  italianos brasileños son el mayor número de personas con ascendencia italiana total o parcial fuera de Italia, siendo São Paulo la ciudad más poblada con ascendencia italiana del mundo. Actualmente, es posible encontrar millones de descendientes de italianos, desde la Región Sudeste de Brasil, de Minas Gerais, hasta la más meridional, estado de Rio Grande do Sul, viviendo la mayoría en Estado de São Paulo y el mayor porcentaje en el estado sureste de Espírito Santo (60-75 %). Las pequeñas ciudades del sur de Brasil, como Nova Veneza, tienen hasta el 95 % de su población como personas con ascendencia italiana.
Una afluencia sustancial de inmigrantes italianos a Canadá comenzó a principios del siglo XX, cuando más de 60 000 italianos se trasladaron a Canadá entre 1900 y 1913. Aproximadamente 40 000 italianos llegaron a Canadá durante el período de entreguerras, entre 1914 y 1918, predominantemente de la Italia meridional, donde una depresión económica y la superpoblación habían dejado a muchas familias en la pobreza. Entre principios de la década de 1950 y mediados de la década de 1960, aproximadamente entre 20 000 y 30 000 italianos emigraron a Canadá cada año. El muelle 21 de Halifax (Nueva Escocia) fue un puerto influyente de la inmigración italiana entre 1928 y el cese de sus operaciones en 1971, donde 471 940 personas llegaron a Canadá desde Italia, lo que los convirtió en el tercer grupo étnico más grande en emigrar a Canadá durante ese período de tiempo. Casi 1 000 000 de italianos residen en la provincia de Ontario, lo que la convierte en una representación internacional destacada de la emigración italiana.
Por ejemplo, Hamilton, Ontario, tiene alrededor de 24 000 residentes con vínculos con su ciudad hermana Racalmuto en Sicilia. La ciudad de  Vaughan, a las afueras de Toronto, y el pueblo de King, justo al norte de Vaughan, tienen las dos mayores concentraciones de italianos en Canadá con más del 30 % de la población total de cada comunidad.
Desde finales del siglo XIX hasta la década de 1930, los Estados Unidos fueron el principal destino de los inmigrantes italianos, la mayoría de los cuales se asentaron primero en el área metropolitana de Nueva York, pero también se desarrollaron otras comunidades italoestadounidenses importantes en Boston, Filadelfia, Chicago, Cleveland, Detroit, St. Louis, Pittsburgh, Baltimore,  San Francisco, Providence, y Nueva Orleans. La mayoría de los inmigrantes italianos en Estados Unidos procedían de las regiones del sur de Italia, concretamente de Campania, Apulia, Basilicata, Calabria y Sicilia. Muchos de los que llegaron a Estados Unidos eran también pequeños propietarios. Entre 1880 y 1914, más de 4 millones de italianos emigraron a Estados Unidos. Los italoestadounidenses son conocidos por sus comunidades unidas y su orgullo étnico, y han tenido una gran influencia en el desarrollo de la cultura moderna de los Estados Unidos, especialmente en la  nordeste del país. Las comunidades italoestadounidenses han sido representadas a menudo en el cine y la televisión estadounidenses, con dialectos del inglés claramente influenciados por el italiano y hablados por muchos personajes. Aunque muchos no hablan italiano con fluidez, más de un millón de personas siguen hablando italiano en sus hogares, según el censo de 2000 de Estados Unidos.
Otra comunidad italiana muy llamativa es la de Venezuela, que se desarrolló especialmente después de la Segunda Guerra Mundial. Los italianos comenzaron a llegar a Venezuela en cantidades masivas en la última mitad del siglo XIX y la primera mitad del XX. En las décadas de 1940 y 1950, el presidente venezolano Marcos Pérez Jiménez promovió la inmigración europea a su país despoblado, y más de 300.000 italianos emigraron a Venezuela, los italianos en el censo venezolano de 1961 eran la comunidad europea más grande de Venezuela incluso delante de los españoles. Por esta razón Venezuela es un país con una cultura extremadamente italófila. Hay alrededor de 5 millones de venezolanos con al menos un ancestro italiano, lo que corresponde a más del 6% de la población total. Los  ítalo-venezolanos han logrado importantes resultados en la sociedad venezolana moderna. La embajada italiana estima que una cuarta parte de las industrias venezolanas no relacionadas con el sector petrolero son directa o indirectamente propiedad y/o están operadas por italo-venezolanos.

### Europa

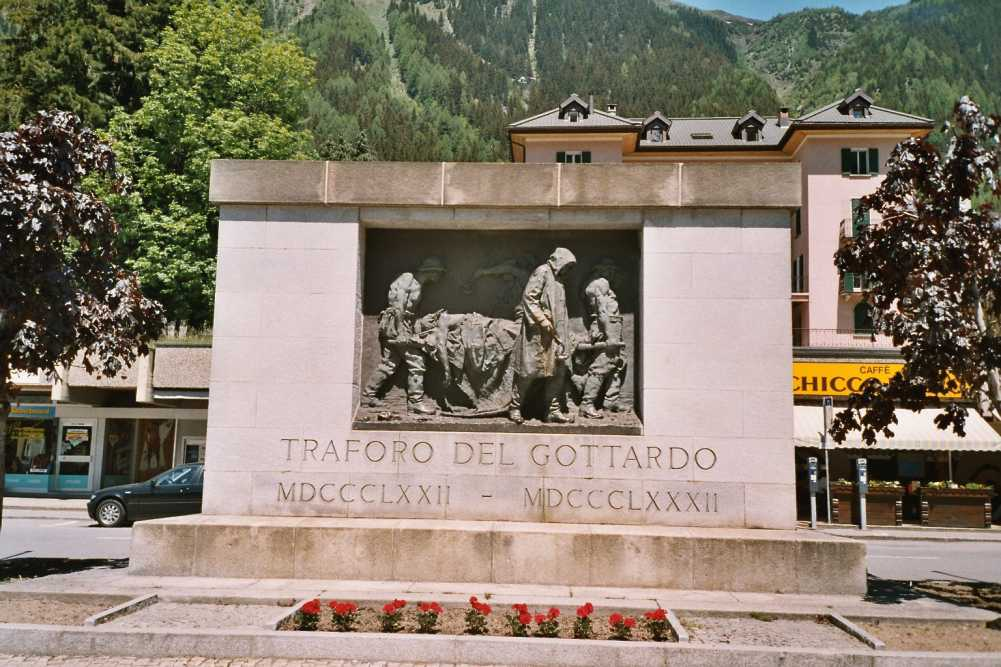
Monument to the workers — mostly Italian — who died in Switzerland during the construction of the Gotthard Tunnel

La migración italiana a Francia se ha producido, en diferentes ciclos migratorios, desde finales del siglo XIX hasta la actualidad. Además, Córcega pasó de la República de Génova a Francia en 1770, y la zona de Niza y Saboya del Reino de Cerdeña a Francia en 1860. Inicialmente, la inmigración italiana a la Francia moderna (desde finales del siglo XVIII hasta principios del XX) procedía predominantemente del norte de Italia (Piamonte, Véneto), y después del centro de Italia (Marcas,  Umbría), sobre todo a la región limítrofe del sureste de Provenza. No fue hasta después de la Segunda Guerra Mundial que un gran número de inmigrantes de la Italia meridional emigraron a Francia, instalándose generalmente en zonas industrializadas de Francia como Lorena, París y Lyon. En la actualidad, se calcula que hasta 5 000 000 de nacionales franceses tienen ascendencia italiana que se remonta hasta tres generaciones.
En Suiza, los inmigrantes italianos (que no deben confundirse con una gran población autóctona de italófonos en  Tesino y Grigioni) llegaron al país a partir de finales del siglo XIX, la mayoría de los cuales acabaron regresando a Italia tras el ascenso del fascismo italiano. El futuro líder fascista Benito Mussolini emigró a Suiza en 1902, sólo para ser deportado tras involucrarse en el movimiento socialista. A partir de 1945 comenzó una nueva oleada migratoria, favorecida por las laxas leyes de inmigración entonces vigentes.

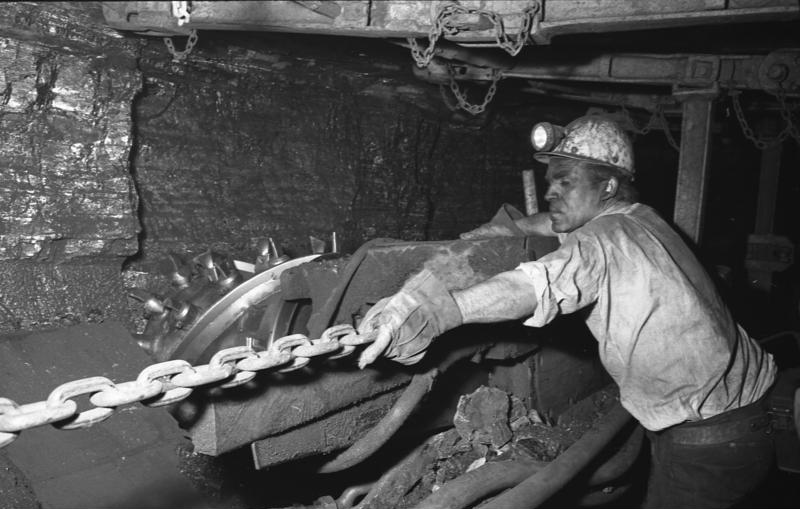
Trabajador italiano en una mina cerca de Duisburg, en Alemania, en 1962

Las ciudades inglesas de Bedford y Hoddesdon tienen una considerable población italiana. Un número importante de italianos llegó a Bedford en la década de 1950 debido a que la London Brick Company se encontró con escasez de trabajadores tras el auge de la reconstrucción de la posguerra. Como resultado, Bedford tiene la mayor concentración de familias italianas en el Reino Unido, y el tercer mayor número de inmigrantes italianos en general, con alrededor de una quinta parte de su población total de ascendencia italiana. En Hoddesdon, muchos italianos, en su mayoría descendientes de Sicilia, emigraron allí y a través del Lea Valley en la década de 1950 debido a las oportunidades de trabajo en los viveros locales. Se sintieron atraídos por la riqueza del paisaje agrícola y la mejor remuneración en comparación con su país. En la actualidad, la comunidad italiana de la ciudad ha tenido un impacto tan importante que incluso se eligió a un cónsul italiano, Carmelo Nicastro, para la zona.

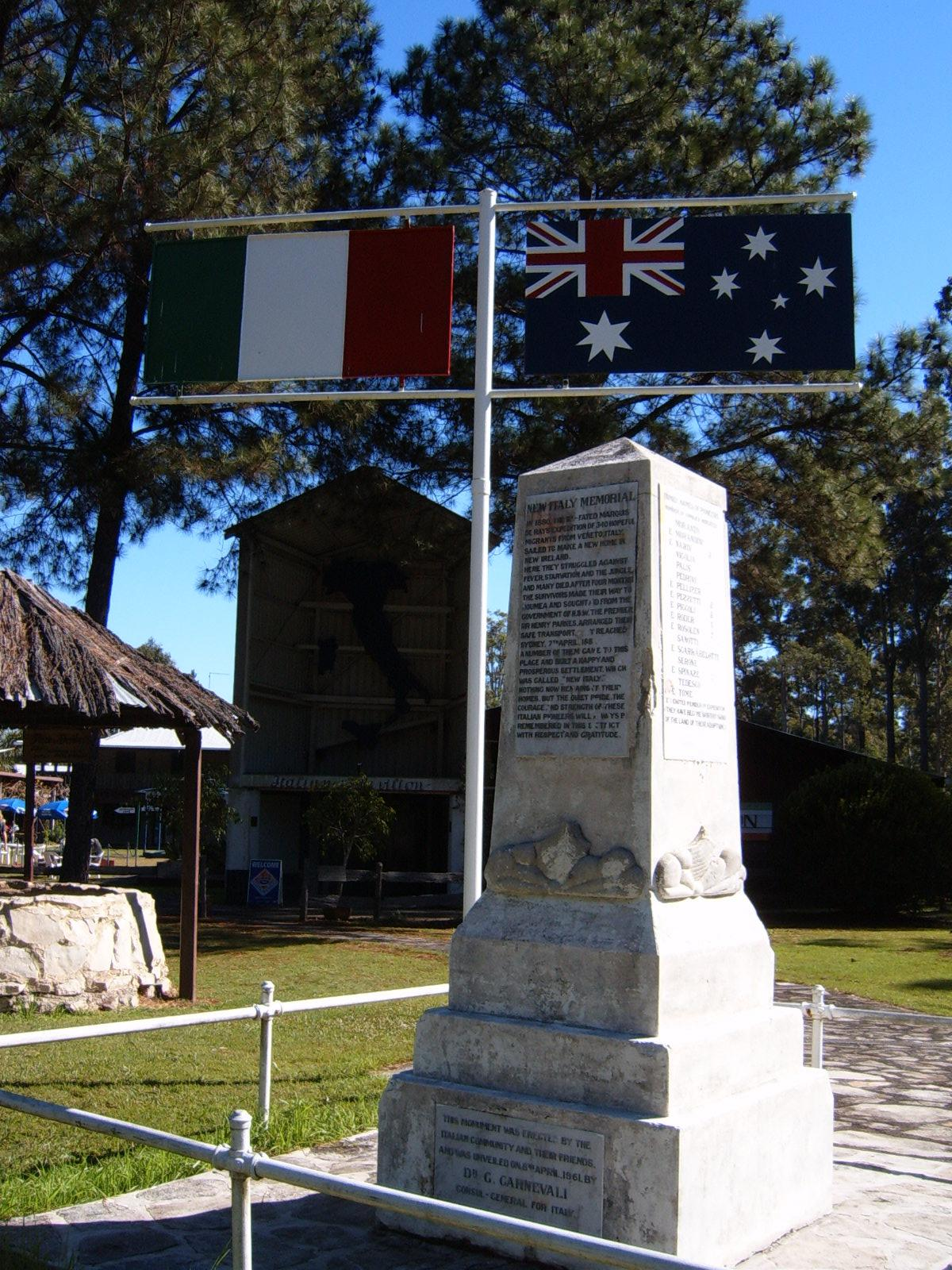
Memorial dedicado a los primeros colonos italianos que fundaron Nueva Italia, suburbio de Woodburn, Nueva Gales del Sur, en Australia

En la década de 1890, Alemania pasó de ser un país de emigración a un país de inmigración. A partir de esta época se ampliaron los flujos migratorios procedentes de Italia (en su mayoría procedentes del Friul, Lombardía, Véneto y Emilia-Romaña), y con ellos aumentó la consistencia numérica de las comunidades italianas. De hecho, se pasó de 4000 italianos en 1871 a más de 120.000 registrados en 1910. La inmigración italiana a Alemania se reanudó tras la llegada al poder del nacionalsocialismo en 1933. Esta vez, sin embargo, no se trató de una migración voluntaria, sino de un reclutamiento forzoso de trabajadores italianos, basado en un acuerdo estipulado en 1937 entre Adolf Hitler y Benito Mussolini, para satisfacer la necesidad de encontrar mano de obra barata para las fábricas alemanas a cambio del suministro de carbón a Italia. El 20 de diciembre de 1955 se firmó un acuerdo bilateral entre Italia y Alemania Occidental para la contratación y colocación de mano de obra italiana en empresas alemanas. A partir de esa fecha se produjo un auge de los flujos migratorios hacia Alemania Occidental, mucho más llamativos que los que se habían producido entre finales del siglo XIX y principios del XX. Se calcula que entre 1956 y 1976 entraron en Alemania Occidental más de 4 millones de italianos, de los cuales 3,5 millones regresaron posteriormente a Italia.

### Oceanía
Los italianos llegaron por primera vez a Australia en las décadas inmediatamente posteriores a la unificación de Italia, pero la oleada más importante se produjo tras el fin de la Segunda Guerra Mundial en 1945, especialmente entre 1950 y 1965. Los italianos australianos tuvieron un impacto significativo en la cultura, la sociedad y la economía de Australia. El censo australiano de 2006 registró 199.124 personas nacidas en Italia, y la ascendencia italiana es la quinta más común en Australia, con 852 418 italianos-australianos. En comparación con otros países, los italoaustralianos han experimentado una baja tasa de migración de retorno a Italia, probablemente relacionada con la distancia entre ambos países. En 2016, alrededor de un millón de australianos reclaman la herencia italiana.
A diferencia de Australia, Nueva Zelanda no recibió mucha inmigración procedente de Italia. Varios cientos de ellos, en su mayoría pescadores, emigraron a finales de la década de 1890. En 2011, unos 3500 neozelandeses afirmaban tener herencia italiana.

## Estadísticas

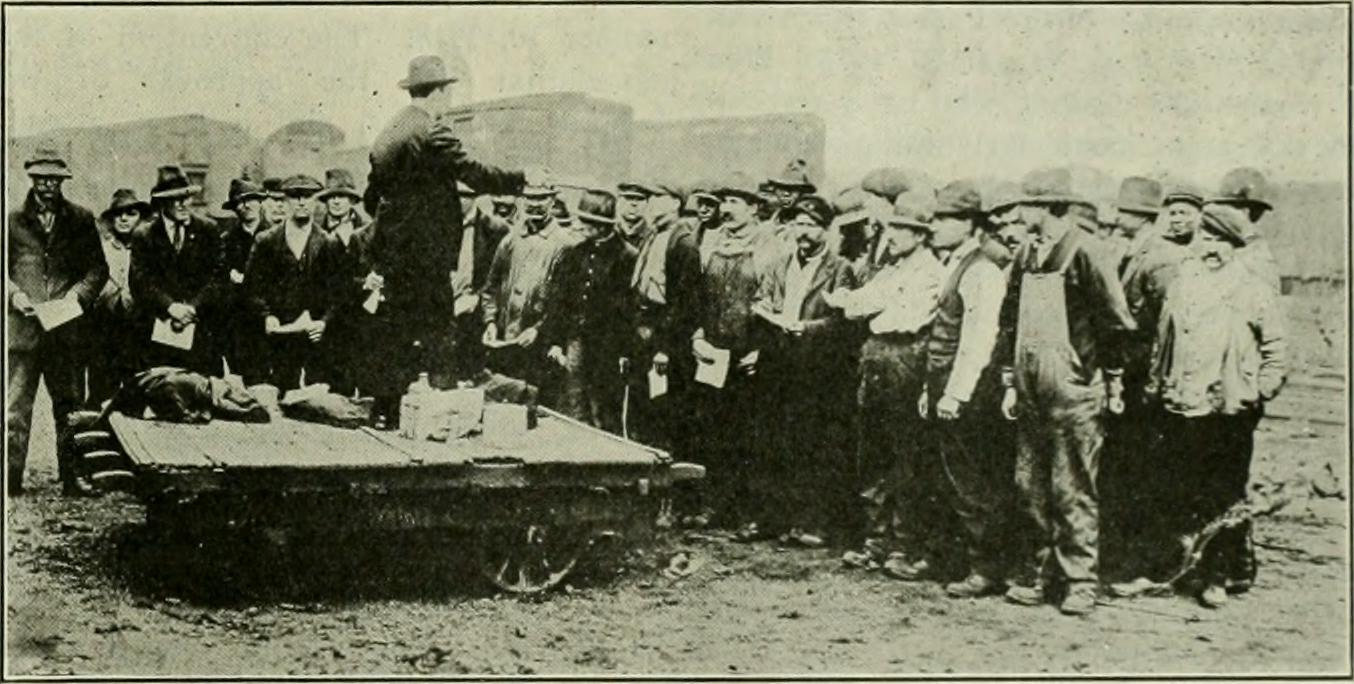
Italian emigrants employed in the construction of a railway in the United States (1918)

Después de 1890, la contribución italiana al flujo de emigración al Nuevo Mundo fue significativa. En 1870, Italia contaba con unos 25 000 000 de habitantes (frente a los 40 000 000 de Alemania y los 30 000 000 del Reino Unido).
Un censo preliminar realizado en 1861, tras la anexión del Sur, afirmaba que apenas había 100 000 italianos viviendo en el extranjero. La Dirección General de Estadística no empezó a recopilar estadísticas oficiales de emigración hasta 1876. Las cifras exactas de las décadas entre 1870 y la Primera Guerra Mundial muestran cómo la emigración aumentó de forma espectacular durante ese periodo:
Emigrantes italianos por cada 1000 habitantes:
- 1870–1879: 4.29
- 1880–1889: 6.09
- 1890–1899: 8.65
- 1900–1913: 17.97

El punto álgido de la emigración italiana fue en 1913, cuando 872.598 personas abandonaron Italia.
Extrapolando los 25 000 000 de habitantes de Italia en el momento de la unificación, las tasas naturales de natalidad y mortalidad, sin la emigración, habría habido una población de unos 65 000 000 en 1970. En cambio, debido a la emigración de principios de siglo, solo había 54 000 000.
La descripción general del fenómeno es la siguiente:
| Número de emigrantes italianos por década y por país de destino                                        |           |           |           |                         |           |           |           |              |
| Años                                                                                                   | Francia   | Alemania  | Suiza     | Estados Unidos · Canadá | Argentina | Brasil    | Australia | Otros países |
| 1861–1870                                                                                              | 288 000   | 44 000    | 38 000    | -                       | -         | -         | -         | 91 000       |
| 1871–1880                                                                                              | 347 000   | 105 000   | 132 000   | 26 000                  | 86 000    | 37 000    | 460       | 265 000      |
| 1881–1890                                                                                              | 374 000   | 86 000    | 71 000    | 251 000                 | 391 000   | 215 000   | 1590      | 302 000      |
| 1891–1900                                                                                              | 259 000   | 230 000   | 189 000   | 520 000                 | 367 000   | 580 000   | 3440      | 390 000      |
| 1901–1910                                                                                              | 572 000   | 591 000   | 655 000   | 2 394 000               | 734 000   | 303 000   | 7540      | 388 000      |
| 1911–1920                                                                                              | 664 000   | 285 000   | 433 000   | 1 650 000               | 3150 00   | 125 000   | 7480      | 429 000      |
| 1921–1930                                                                                              | 1 010 000 | 11 490    | 157 000   | 450 000                 | 535 000   | 76 000    | 33 000    | 298 000      |
| 1931–1940                                                                                              | 741 000   | 7900      | 258 000   | 170 000                 | 190 000   | 15 000    | 6950      | 362 000      |
| 1946–1950                                                                                              | 175 000   | 2155      | 330 000   | 158 000                 | 278 000   | 45 915    | 87 265    | 219 000      |
| 1951–1960                                                                                              | 491 000   | 1 140 000 | 1 420 000 | 297 000                 | 24 800    | 22 200    | 163 000   | 381 000      |
| 1961–1970                                                                                              | 898 000   | 541 000   | 593 000   | 208 000                 | 9800      | 5570      | 61 280    | 316 000      |
| 1971–1980                                                                                              | 492 000   | 310 000   | 243 000   | 61 500                  | 8310      | 6380      | 18 980    | 178 000      |
| 1981–1985                                                                                              | 20 000    | 105 000   | 85 000    | 16 000                  | 4000      | 2200      | 6000      | 63 000       |
| Emigrados                                                                                              | 6 322 000 | 3 458 000 | 4 604 000 | 6 201 000               | 2 941 000 | 1 622 491 | 396 000   | 3 682 000    |
| Vueltos a Italia                                                                                       | 2 972 00  | 1 045 000 | 2 058 000 | 721 000                 | 750 000   | 162 000   | 92 000    | 2 475 000    |
| Permanecieron en el extranjero                                                                         | 3 350 000 | 2 413 000 | 2 546 000 | 5 480 000               | 2 191 000 | 1 270 000 | 304 000   | 1 207 000    |
| Total emigrados: 29 000 ·Total vueltos a Italia: 10 275 000·Permanecieron en el extranjero: 18 725 000 |           |           |           |                         |           |           |           |              |

El referéndum constitucional de Italia de 2016 proporcionó datos sobre el número de ciudadanos italianos registrados que viven fuera de Italia por países. El número más alto corresponde a Argentina, con 673 238 italianos empadronados que residían en el país en 2016, seguido de Alemania con 581 433, Suiza con 482 539, Francia con 329 202, Brasil con 325 555, Reino Unido con 232 932, Bélgica 225 801, Estados Unidos con 218 407, Canadá con 122 262, Australia con 120 791 y España con 118 879.

### Descendientes de inmigrantes italianos

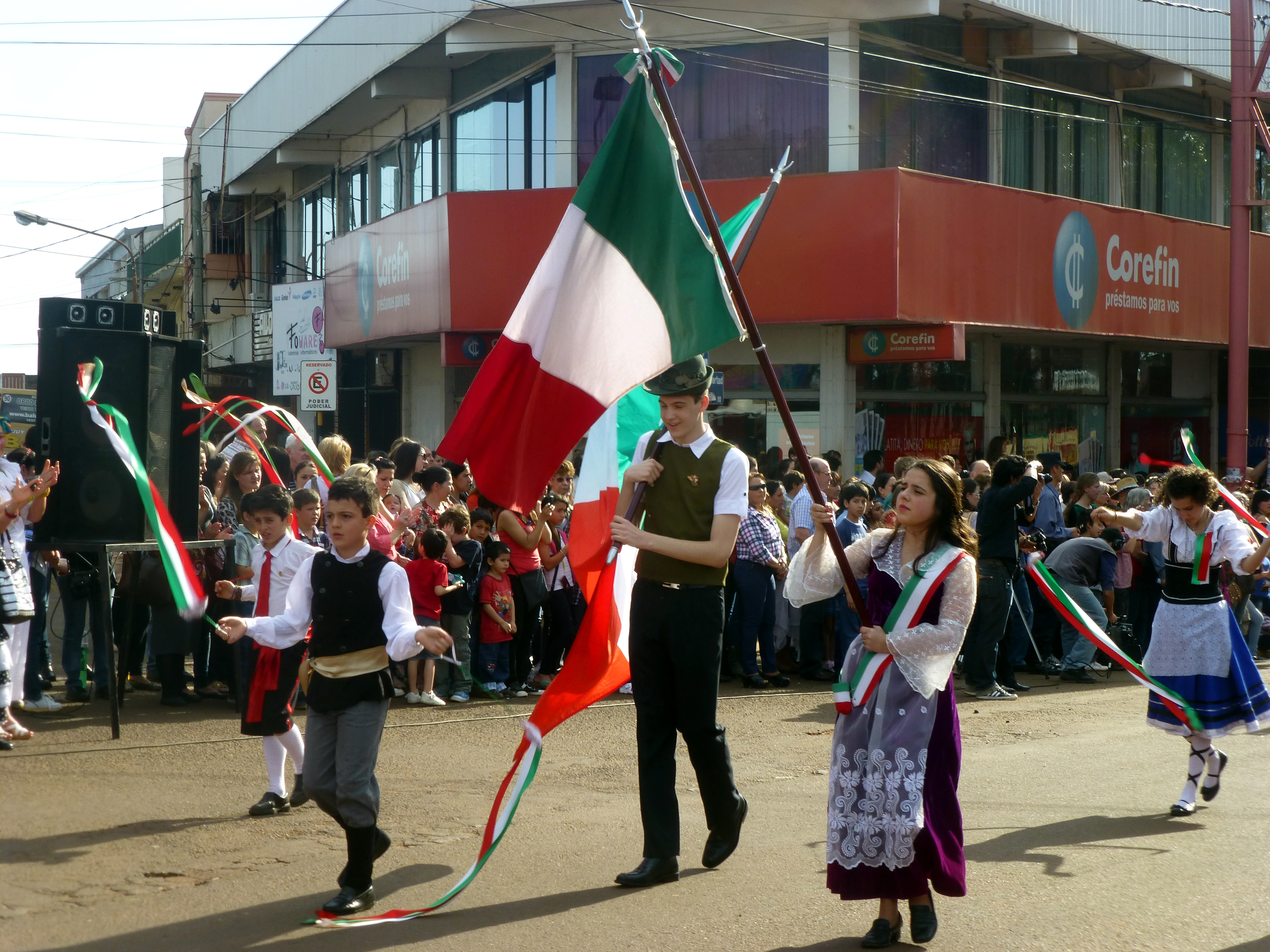
Argentinos italodescendientes agitan la bandera de Italia durante el desfile de apertura de la XXXIV Fiesta del Inmigrante.

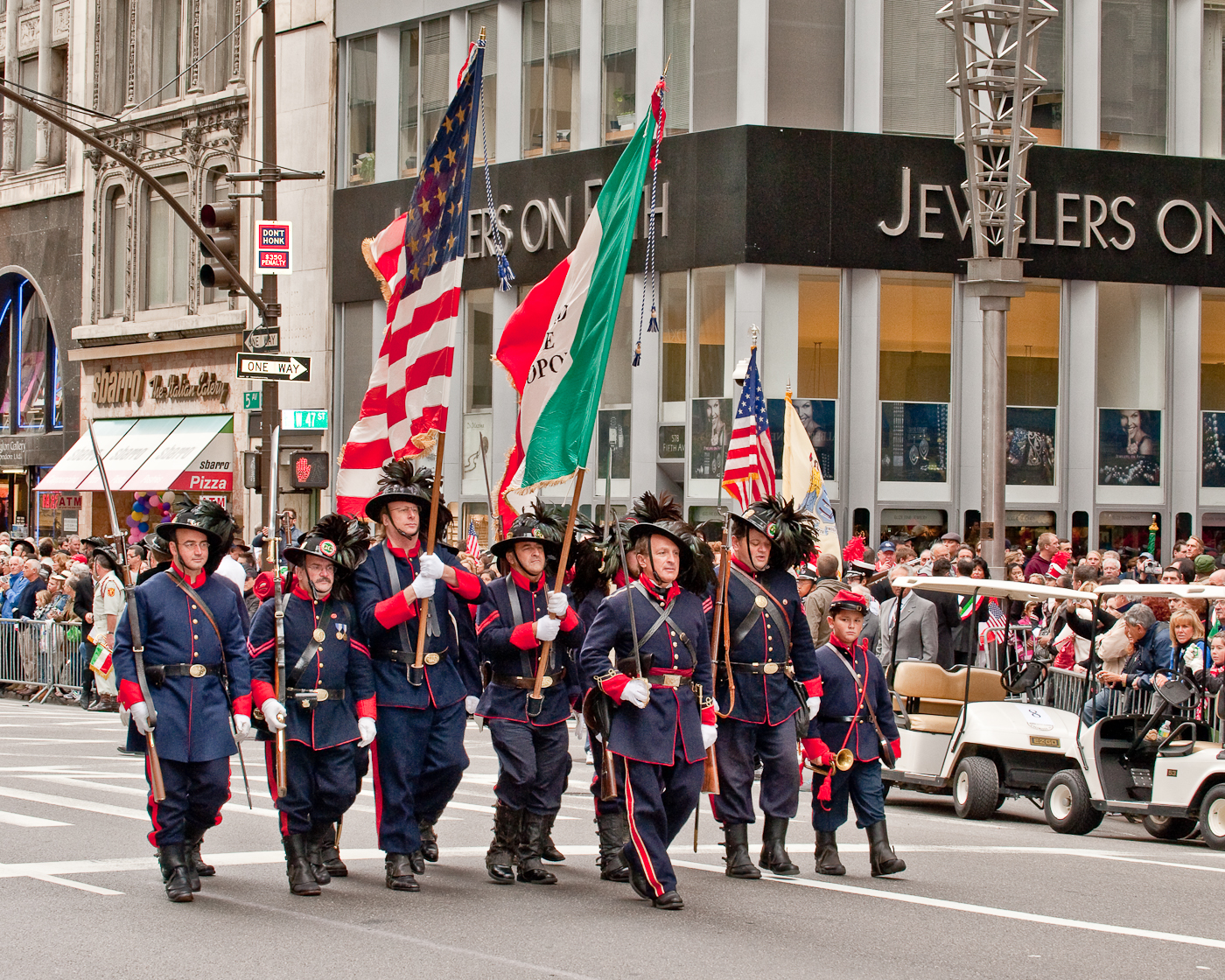
Desfile del Día de la Raza en Nueva York.

Durante los siglos XIX y XX, cerca de 33 millones de italianos salieron de Italia hacia América, Australia y Europa Occidental como principales destinos. Se estima que el número de sus descendientes, a los que se denomina oriundi (cuya traducción literal es «oriundos»), es de c. 80 millones en todo el mundo Están extendidos por diferentes países del mundo, con las comunidades más numerosas en Brasil, Argentina y Estados Unidos. Teniendo en cuenta que un oriundo puede tener incluso sólo un antepasado lejano nacido en Italia, la mayoría de los oriundi sólo tienen un apellido italiano (y a menudo ni siquiera eso) pero no la ciudadanía italiana. En muchos países, sobre todo en Sudamérica, las estimaciones son muy aproximadas, ya que no existe ningún tipo de censo sobre los propios orígenes (como ocurre en Estados Unidos o Canadá).

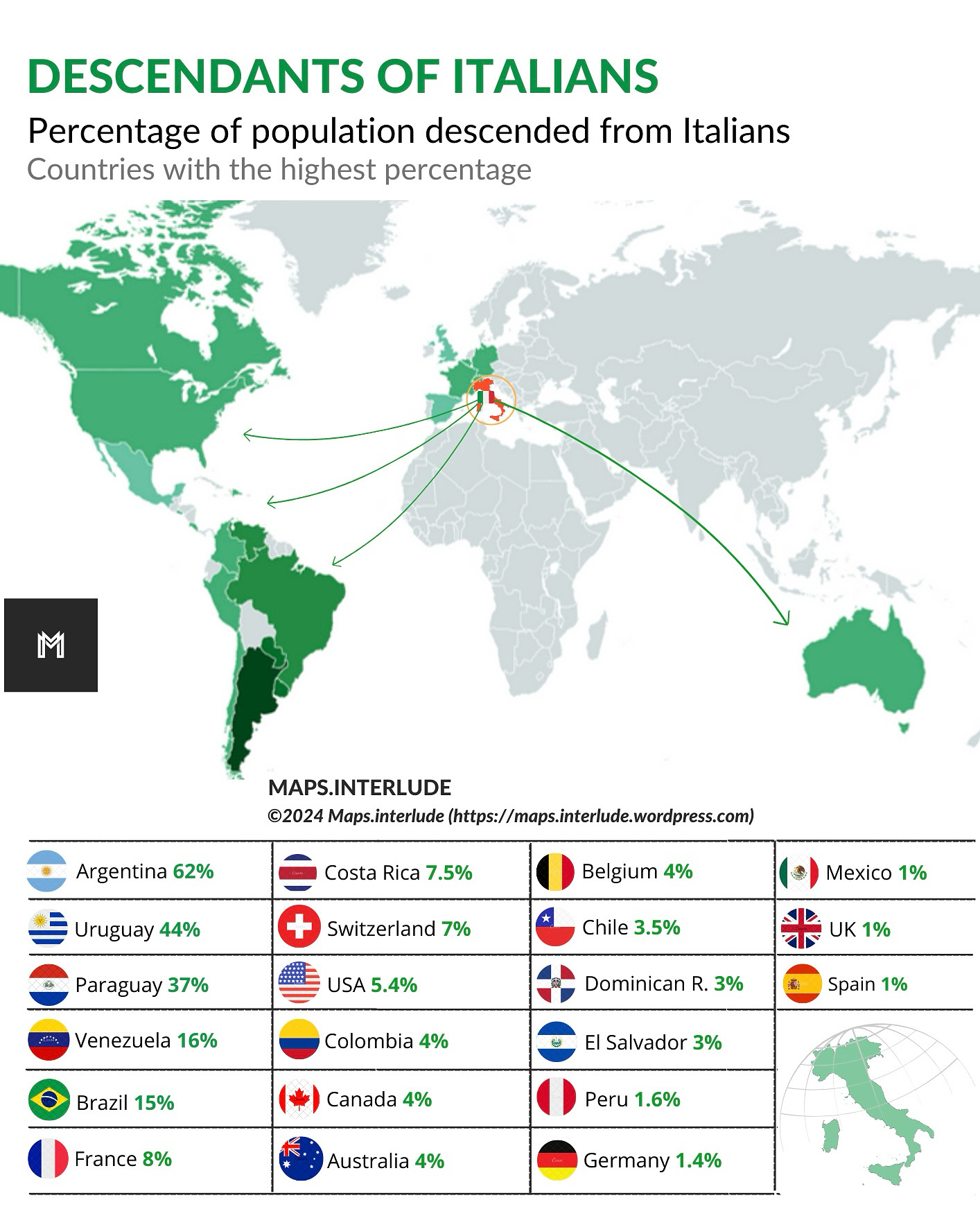
Porcentaje de descendientes de Italianos en el mundo

Los oriundi italianos constituyen una población de proporciones muy llamativas. Sólo en Argentina, según una estimación, hay decenas de millones de oriundi italianos y no menos nutridas son las comunidades en los Estados Unidos de América y Brasil, otros de los principales destinos del mencionado flujo migratorio de principios del siglo XX. En muchos otros países europeos las comunidades italianas están ampliamente distribuidas, pero al menos en el espacio Schengen la caída de muchas barreras nacionalistas que hacían mucho menos riguroso el problema de las relaciones con la madre patria. Los conceptos de multietnicidad y naturalización en el fútbol han afectado a todo el mundo, hasta el punto de que en la Copa Mundial de la FIFA 2014 -en las plantillas de las 32 selecciones nacionales participantes- había 83 oriundi.
En Italia, nación en la que el fenómeno de la emigración al extranjero (especialmente entre los siglos XIX y XX) se ha desarrollado en enormes proporciones, la recuperación de la relación con las comunidades de origen italiano formadas en el mundo goza de una atención creciente. Comienzan a promulgarse normativas, sobre todo en el ámbito regional, que dejan de ser asistenciales y no sólo para los nacidos en Italia que se expatriaron, sino también para sus descendientes (precisamente los oriundi), de modo que se consolide el vínculo de identidad cultural. Un ejemplo de ello es la ley de la región del Véneto n°2 del 9 de enero de 2003, en el que se disponen diversas acciones a favor del emigrante, del cónyuge superviviente y de los descendientes hasta la tercera generación, para "garantizar el mantenimiento de la identidad veneciana y mejorar el conocimiento de la cultura de origen".
El término oriundo se utiliza ampliamente para indicar a un deportista, especialmente a un jugador de fútbol, rugby, fútbol sala, hockey sobre hielo, roller hockey y baloncesto de origen italiano, equiparado en la legislación deportiva a los ciudadanos de la península italiana y, por tanto, admitido a formar parte de la selección nacional italiana; es el caso de los futbolistas Anfilogino Guarisi, Atilio Demaría, Luis Monti, Enrique Guaita y Raimundo Orsi campeones del mundo con la selección nacional en 1934, Michele Andreolo campeón del mundo en 1938, Mauro Camoranesi, campeón del mundo en 2006, Jorginho y Emerson Palmieri, campeones de Europa en 2020 y de varios otros futbolistas desde los años 30 hasta hoy.
Una de las efemérides más sentidas por los oriundi italianos en Estados Unidos es el Día de la Raza, una efeméride que se celebra en muchos países para conmemorar el día de la llegada de Cristóbal Colón, un italiano explorador y navegante nacido en Génova, al Nuevo Mundo el 12 de octubre de 1492. El Día de Colón fue conmemorado por primera vez por los italianos en  San Francisco en 1869, a lo que siguieron las numerosas celebraciones relacionadas con Italia que se llevaron a cabo en la ciudad de Nueva York.
| País           | Población  | Porcentaje de nacionales | Comunidad                | Referencias     |
| -------------- | ---------- | ------------------------ | ------------------------ | --------------- |
| Brasil         | 32 000 000 | 15%                      | Italianos brasileños     | [ 106 ] [ 107 ] |
| Argentina      | 30 000 000 | 62%                      | Italianos argentinos     | [ 101 ] [ 108 ] |
| Estados Unidos | 17 000 000 | 5%                       | Italianos americanos     | [ 109 ]         |
| Venezuela      | 5 000 000  | 6%                       | Italianos venezolanos    | [ 87 ]          |
| Francia        | 4 000 000  | 6%                       | Italianos franceses      | [ 101 ] [ 110 ] |
| Paraguay       | 2 500 000  | 40%                      | Italianos paraguayos     | [ 111 ]         |
| Colombia       | 2 000 000  | 4%                       | Italianos colombianos    | [ 112 ]         |
| Uruguay        | 1 600 000  | 45%                      | Italianos uruguayos      | [ 66 ] [ 101 ]  |
| Canadá         | 1 500 000  | 4%                       | Italianos Canadienses    | [ 113 ]         |
| Australia      | 1 000 000  | 4%                       | Italianos australianos   | [ 114 ]         |
| México         | 850 000    | 1%                       | Italianos Mexicanos      | [ 115 ]         |
| Alemania       | 700 000    | <1%                      | Italianos alemanes       | [ 116 ]         |
| Chile          | 600 000    | 4%                       | Italianos chilenos       | [ 117 ]         |
| Suiza          | 530 000    | 7%                       | Italianos suizos         | [ 116 ]         |
| Costa Rica     | 500 000    | 10%                      | Italianos costarricenses | [ 118 ]         |
| Reino Unido    | 500 000    | <1%                      | Italianos británicos     | [ 119 ]         |
| Perú           | 500 000    | <1%                      | Italianos peruanos       | [ 120 ]         |
| Bélgica        | 290 000    | 2.6%                     | Italianos belgas         | [ 121 ]         |
| El Salvador    | 200 000    | 3%                       | Italianos salvadoreños   | [ 122 ] [ 123 ] |

## Migraciones internas

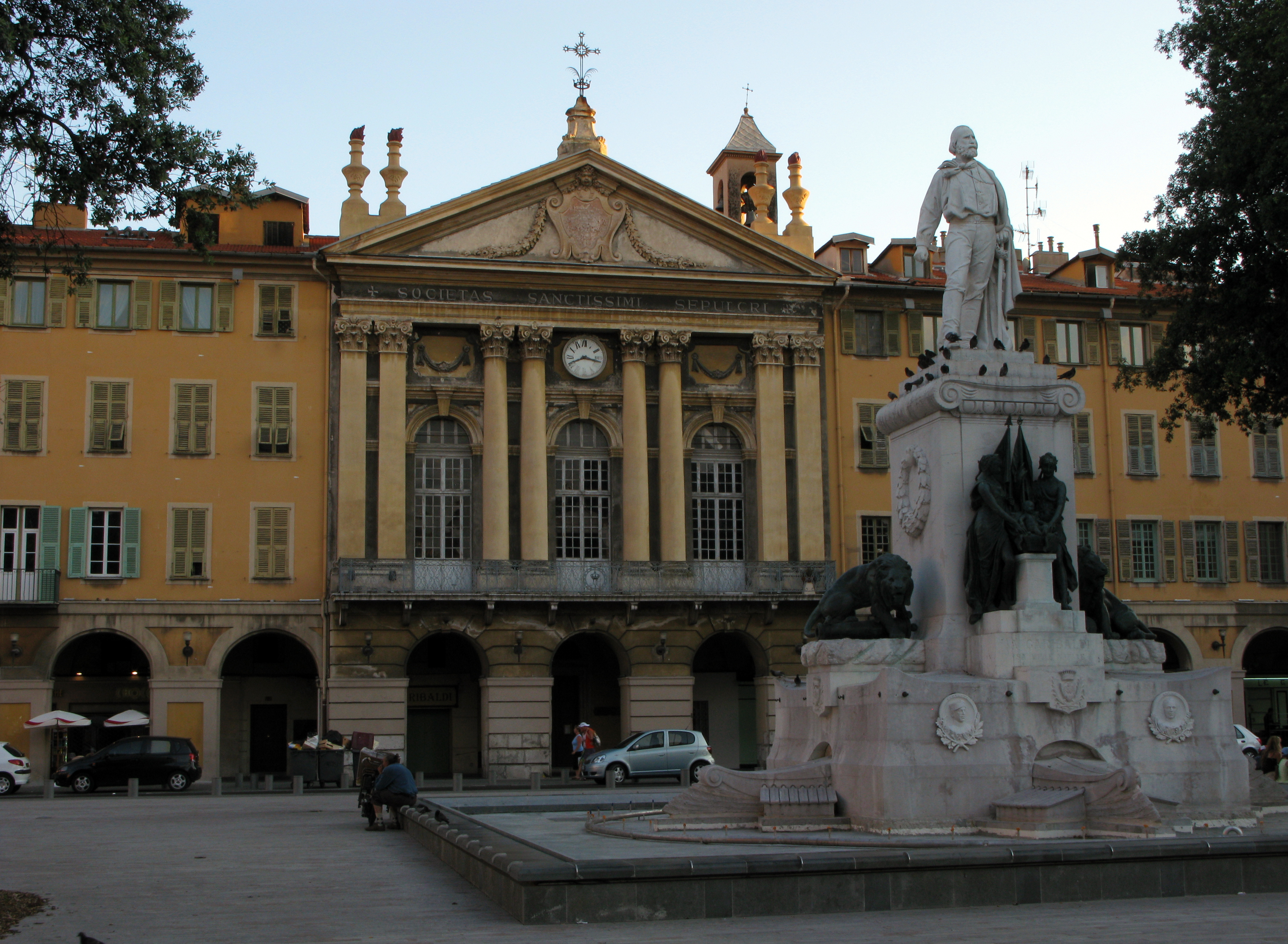
Monumento a Giuseppe Garibaldi en la plaza homónima de Niza, Francia.

Italia también ha experimentado importantes migraciones internas dentro de la fronteras geográficas italianas. La migración más antigua fue la de los italoparlantes de Francia a Italia. Córcega pasó de la República de Génova a Francia en 1770, mientras que Saboya y el área alrededor de Niza pasaron del Reino de Piamonte-Cerdeña a Francia en 1860; la francofonización se produjo en ambos casos y causó una casi desaparición de la lengua italiana, ya que muchos de los hablantes de italiano en estas áreas para emigrar a Italia. En cuanto a Niza, el fenómeno de la emigración hacia Italia se conoce como el "éxodo nizardo".
Otra importante migración interna tuvo lugar entre la segunda mitad del siglo XIX y la primera mitad del siglo XX. Fue la que supuso el traslado de emigrantes estacionales desde los territorios "irredentos", aún no anexionados a la madre patria (Trentino-Alto Adigio y Venecia Julia), al cercano  Reino de Italia. Los hombres trabajaban generalmente como obreros de molinos, moléti (moledores) y charcuteros; las mujeres, en cambio, trabajaban en las ciudades o como personal de servicio en las familias ricas. Esta emigración solía ser estacional (sobre todo en el caso de los hombres) y caracterizaba el periodo invernal durante el cual los campesinos no podían trabajar la tierra. Este contexto migratorio de finales del siglo XIX fue estudiado por el sacerdote trentino y giudicario Don Lorenzo Guetti, padre de la cooperación trentina, que escribió en uno de sus artículos: "Si no existiera Italia, los giudicarianos tendríamos que morirnos de hambre".
Durante el Edad fascista de los años 20 a los 40, se produjo una limitada emigración interna. Sin embargo, el régimen liderado por Benito Mussolini se opuso a estos movimientos migratorios, hasta el punto de poner en marcha medidas legislativas que dificultaban, pero no detenían, estos movimientos. Un ejemplo fue una ley de 1939 que permitía el traslado a otro Municipio italiano sólo si el emigrante estaba en posesión de un contrato de trabajo de una empresa con sede en el municipio de destino. En aquella época, los flujos migratorios internos también implicaban traslados del campo a las ciudades, movimientos que se definen más propiamente como "movilidad" interna y no como "emigración" que se produce entre una Región italiana a otra.
Tras la Segunda Guerra Mundial, en virtud del Tratado de Paz con Italia, 1947, los territorios del Reino de Italia (Istria, Kvarner la mayor parte de la  Venecia Julia, así como la ciudad de Zadar de Dalmacia) ocupados primero por el Ejército Popular de Liberación de Yugoslavia del mariscal Josip Broz Tito y anexionados posteriormente por la Yugoslavia, provocaron el éxodo istriano-dálmata. Esto provocó la emigración de entre 230 000 y 350 000 de los italianos étnicos locales (italianos de Istria y dálmatas italianos), siendo los demás eslovenos étnicos, croatas étnicos y ostro-romanos, que optaron por mantener la ciudadanía italiana. La mayoría se dirigió a Italia, y en menor número, hacia América y Australia. En este contexto se produjo también el éxodo de los astilleros de Monfalconese donde emigraron unos 2000 trabajadores del Friul-Venecia Julia que, entre 1946 y 1948, se dirigieron a Yugoslavia para ofrecer sus habilidades profesionales en los astilleros de Fiume y  Pola.

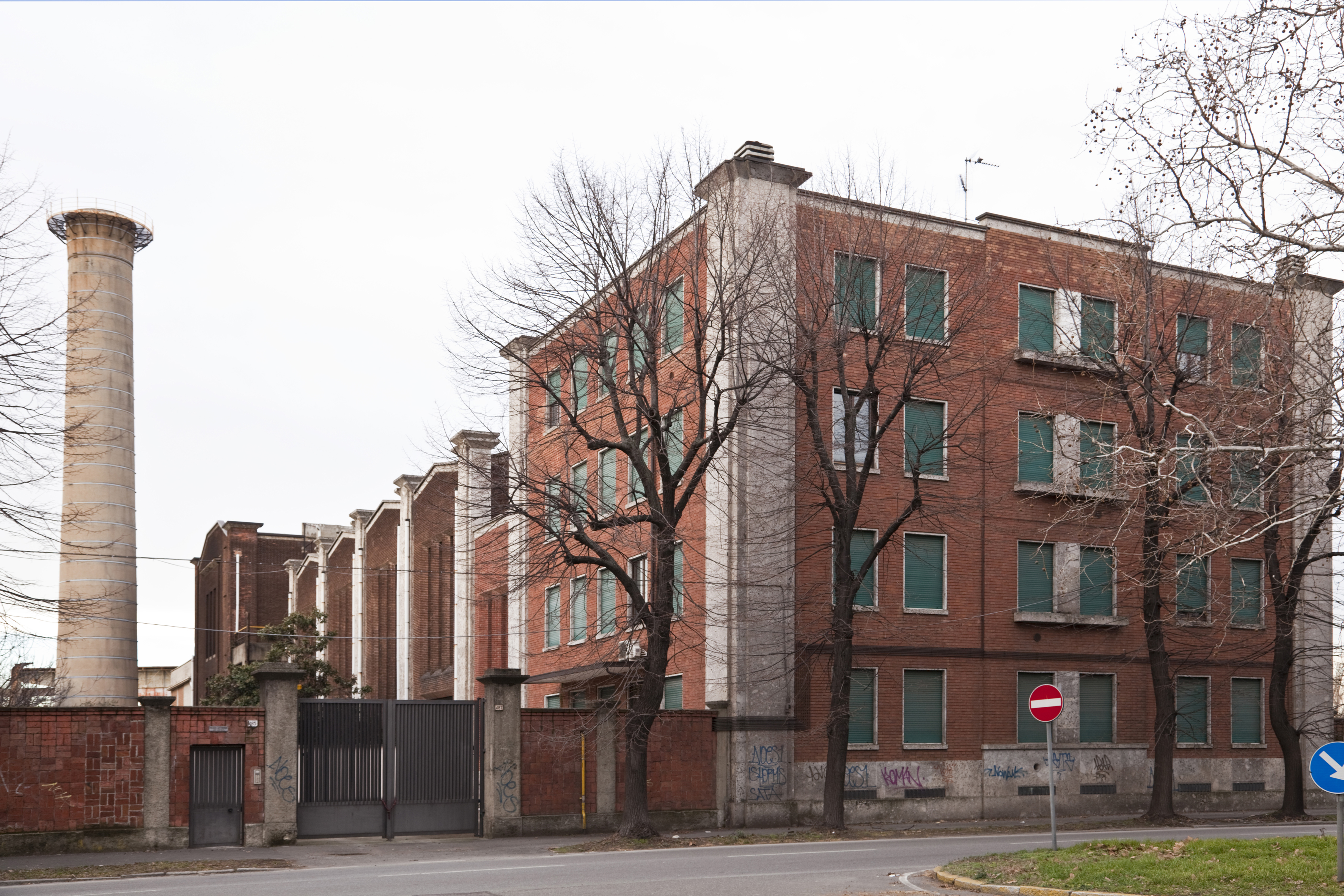
Vista de la acería del Falck en Sesto San Giovanni, en Lombardía

Con la caída del fascismo en 1943, y el fin de la Segunda Guerra Mundial en 1945, comenzó un gran flujo migratorio interno de una región italiana a otra. Esta emigración interna se mantuvo y aumentó constantemente gracias al crecimiento económico que experimentó Italia entre las décadas de 1950 y 1960. Dado que este crecimiento económico afectó sobre todo a la Italia noroccidental, que se vio envuelta en el nacimiento de muchas actividades industriales, los fenómenos migratorios afectaron a los campesinos del Triveneto y del sur de Italia, que comenzaron a desplazarse en gran número. Otras zonas del norte de Italia también se vieron afectadas por la emigración, como las zonas rurales de Mantua y Cremona. Los destinos de estos emigrantes fueron principalmente Milán, Turín, Varese, Como, Lecco y Brianza. La población rural de las zonas mencionadas comenzó a emigrar a los grandes centros industriales del noroeste, especialmente en el llamado "triángulo industrial, o la zona correspondiente al polígono de tres lados con vértices en las ciudades de Turín, Milán y Génova. Incluso algunas ciudades del centro y del sur de Italia (como Roma, que fue objeto de inmigración debido al empleo en los sectores administrativo y terciario) experimentaron un flujo migratorio conspicuo. Estos movimientos migratorios estuvieron acompañados de otros flujos de menor intensidad, como los traslados del campo a las ciudades más pequeñas y los desplazamientos desde las zonas montañosas a las llanuras.
Las principales razones que dieron lugar a este flujo migratorio masivo estuvieron vinculadas a las condiciones de vida en los lugares de origen de los emigrantes (que eran muy duras), la ausencia de trabajo estable, el alto índice de pobreza, la escasa fertilidad de muchas zonas agrícolas, la fragmentación de las propiedades de la tierra, que caracterizaba sobre todo al sur de Italia, y la inseguridad provocada por el crimen organizado en Italia. A esto se sumó la brecha económica entre el norte y el sur de Italia, que se amplió durante el boom económico; esto fue un estímulo más para que los italianos del sur emigraran al norte del país. Las razones fueron, por tanto, las mismas que empujaron a millones de italianos a emigrar al extranjero.

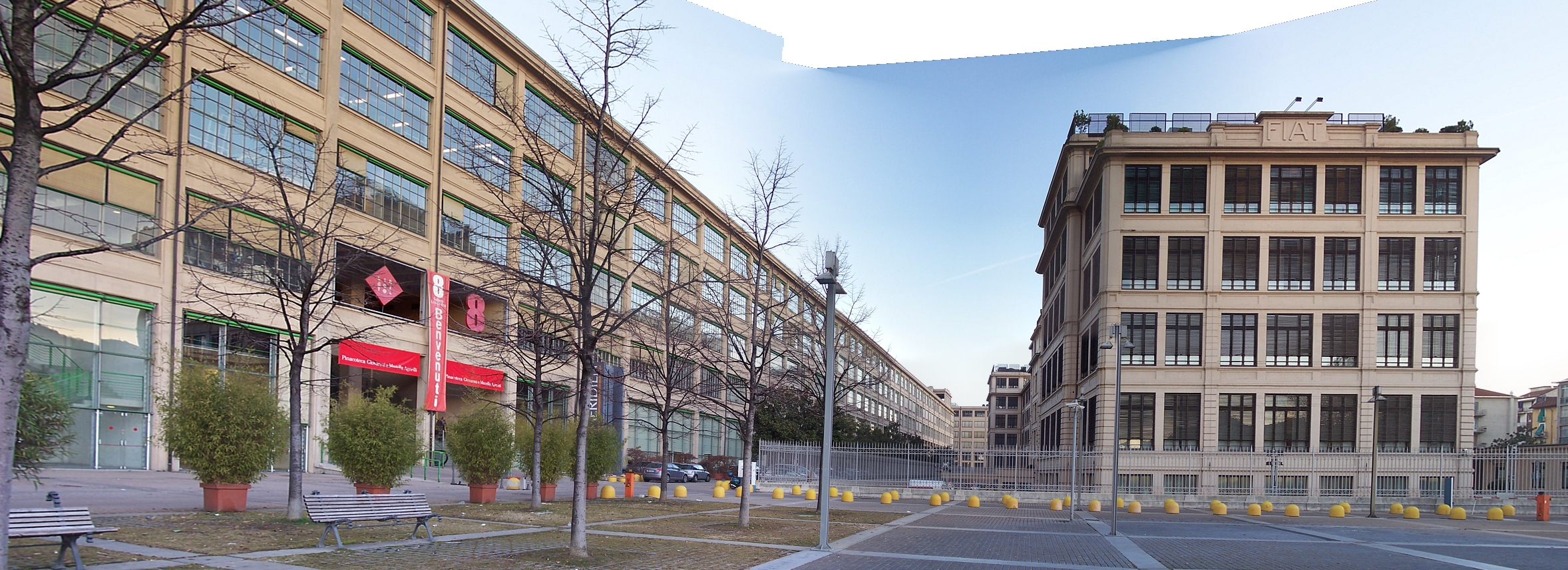
La antigua planta de FIAT del Lingotto en Turín

El punto álgido de los movimientos migratorios internos se alcanzó a mediados de la década de 1960, entre 1955 y 1963. En los cinco años que van de 1958 a 1963, 1. 3 millones de personas se trasladaron desde el sur de Italia. Las inscripciones en las oficinas de registro de las ciudades del triángulo industrial se triplicaron, pasando de 69.000 nuevas llegadas en 1958 a 183.000 en 1963, y a 200.000 en 1964. Turín, que experimentó un llamativo fenómeno de inmigración, registró 64.745 nuevas llegadas en 1960, 84.426 en 1961 y 79.742 en 1962. El flujo migratorio era tan grande que las Ferrovie dello Stato crearon un convoy especial, llamado Treno del Sole (Tren del Sol), que partía de Palermo y llegaba a Turín tras haber atravesado toda la península italiana.
Luego comenzó el lento declive de la emigración, con los flujos migratorios del Véneto que, ya a finales de los años 60, se detuvieron debido a la mejora de las condiciones de vida en estos lugares. Las migraciones desde el sur de Italia, aunque se ralentizaron, no terminaron, aumentando su porcentaje respecto al total de migraciones internas; entre 1952 y 1957 representaron el 17% del total, y entre 1958 y 1963 el 30% del total.
El último pico de llegadas del sur al norte de Italia se produjo entre 1968 y 1970. En 1969 se registraron 60.000 llegadas a Turín, la mitad de las cuales procedían del sur de Italia, mientras que ese mismo año llegaron 70.000 inmigrantes a Lombardía. En Turín este pico migratorio se vio agravado por la FIAT, que llevó a cabo una campaña de contratación en la que se contrató a 15.000 inmigrantes del sur. Estas cifras dieron lugar a muchos problemas en la capital turinesa, sobre todo, de vivienda. Este flujo constante de personas hizo que la población de Turín pasara de 719.000 habitantes en 1951 a 1.168.000 en 1971. Después de 1970 se produjo una fuerte contracción de las llegadas, que tuvo lugar durante la crisis del petróleo de 1973, y muchos de los emigrantes regresaron a sus lugares de origen.
En total, los italianos que se trasladaron del sur al norte de Italia ascendieron a 4 millones. El flujo migratorio del campo a las grandes ciudades también se contrajo y luego se detuvo en la década de 1980. Al mismo tiempo, aumentaron los movimientos migratorios hacia las ciudades medianas y los destinados a los pueblos de pequeño tamaño.
En los años 90, los flujos migratorios del sur al norte del país se reanudaron con cierta consistencia, aunque no al mismo nivel de los años 60. El fenómeno fue registrado por el instituto Svimez (acrónimo de "Asociación para el desarrollo de la industria en el sur"). Los flujos migratorios siguen procediendo de las regiones del sur de Italia, siendo los principales destinos el noreste del país y el centro de Italia. Las regiones más activas en la recepción de inmigrantes internos son Lombardía, Véneto, Emilia-Romaña, Toscana y  Umbría.

## Filmografía
- Passaporto rosso (1935), dirigida por Guido Brignone y protagonizada por Isa Miranda, Filippo Scelzo y Ugo Ceseri.
- Emigrantes (1948), dirigida por Aldo Fabrizi y protagonizada por Aldo Fabrizi, Ave Ninchi y Nando Bruno.
- Il cammino della speranza (1950), dirigida por Pietro Germi y protagonizada por Raf Vallone, Elena Varzi, Saro Urzì y Renato Terra.
- Napoletani a Milano (1953), dirigida por Eduardo De Filippo y protagonizada por Eduardo De Filippo, Anna Maria Ferrero y Frank Latimore.
- I magliari (1959), dirigida por Francesco Rosi y protagonizada por Alberto Sordi, Belinda Lee y Renato Salvatori.
- Rocco y sus hermanos (1960), dirigida por Luchino Visconti y protagonizada por Alain Delon, Renato Salvatori, Annie Girardot y Claudia Cardinale
- Un italiano en la Argentina (1964), dirigida por Dino Risi y protagonizada por Vittorio Gassman, Amedeo Nazzari, Jorgelina Aranda y Umberto D'Orsi.
- Bello, onesto, emigrato Australia sposerebbe compaesana illibata (1971), dirigida por Luigi Zampa y protagonizada por Alberto Sordi, Claudia Cardinale, Riccardo Garrone y Corrado Olmi.
- Sacco y Vanzetti (1971), dirigida por Giuliano Montaldo y protagonizada por Gian Maria Volonté, Riccardo Cucciolla y Cyril Cusack
- El padrino (1972), dirigida por Francis Ford Coppola y protagonizada por Marlon Brando, Al Pacino, James Caan, Richard Castellano, Robert Duvall, Sterling Hayden, John Marley, Richard Conte y Diane Keaton.
- El padrino II (1974), dirigida por Francis Ford Coppola y protagonizada por Al Pacino, Robert Duvall, Diane Keaton, Robert De Niro, Talia Shire, Morgana King, John Cazale, Mariana Hill y Lee Strasberg.
- Pane e cioccolata (1974), dirigida por Franco Brusati y protagonizada por Nino Manfredi, Johnny Dorelli y Anna Karina.
- Die Schweizermacher (1978), dirigida por Rolf Lyssy y protagonizada por Emil Steinberger, Walo Lüönd y Hilde Ziegler.
- China Girl (1987), dirigida por Abel Ferrara y protagonizada por James Russo, Russell Wong y David Caruso.
- Do the Right Thing (1989), dirigida por Spike Lee y protagonizada por Spike Lee, Danny Aiello, Ossie Davis, Ruby Dee, Richard Edson, Giancarlo Esposito y John Turturro.
- Mac (1992), dirigida por John Turturro y protagonizada por Turturro, Michael Badalucco y Carl Capotorto.
- O Quatrilho (1995), dirigida por Fábio Barreto y protagonizada por Patrícia Pillar, Glória Pires y Bruno Campos.
- Two Bits (1995), dirigida por James Foley y protagonizada por Jerry Barone, Mary Elizabeth Mastrantonio y Al Pacino.
- Il barbiere di Rio (1996), dirigida por Giovanni Veronesi y protagonizada por Diego Abatantuono, Rocco Papaleo y Margaret Mazzantini.
- Big Night (1996), codirigida por Campbell Scott y Stanley Tucci, y protagonizada por Stanley Tucci, Tony Shalhoub, Minnie Driver, Ian Holm, Isabella Rossellini y Allison Janney.
- Vendetta (1999), dirigida por Nicholas Meyer y protagonizada por Alessandro Colla y Christopher Walken.
- Looking for Alibrandi (2000), dirigida por Kate Woods y protagonizada por Pia Miranda, Kick Gurry, Anthony LaPaglia, Greta Scacchi y Elena Cotta.
- Azzurro (2000), dirigida por Denis Rabaglia y protagonizada por Paolo Villaggio, Marie-Christine Barrault y Jean-Luc Bideau.
- Love's Brother (2004), dirigida por Jan Sardi y protagonizada por Giovanni Ribisi, Adam Garcia, Joe Petruzzi y Amelia Warner.
- Nuovomondo (2006), dirigida por Emanuele Crialese y protagonizada por Charlotte Gainsbourg, Vincenzo Amato, Francesco Casisa y Vincent Schiavelli.
- Una vita tranquilla (2010), dirigida por Claudio Cupellini y protagonizada por Toni Servillo, Marco D'Amore, Juliane Köhler, Maurizio Donadoni y Alice Dwyer.
- Nonnas (2025), dirigida por Stephen Chbosky y protagonizada por Vince Vaughn, Lorraine Bracco, Talia Shire, Brenda Vaccaro, Linda Cardellini y Susan Sarandon.